# Münstertal/Schwarzwald
Münstertal/Schwarzwald ist eine Gemeinde und Luftkurort im Schwarzwald und liegt etwa 20 Kilometer südlich von Freiburg im Breisgau im Landkreis Breisgau-Hochschwarzwald.

## Geographie

### Lage
Das Münstertal erstreckt sich von Staufen im Breisgau hinauf in den Schwarzwald. Es teilt sich in mehrere Seitentäler und erstreckt sich so in Richtung Belchen, über den Ortsteil Stohren in Richtung des Freiburger Hausberges Schauinsland und über die Münsterhalde in Richtung Badenweiler und den Landkreis Lörrach. Die Höhenlage von Münstertal liegt zwischen 330 m ü. NHN am Neumagen bis 1414 m ü. NHN auf dem Belchengipfel und weist damit einen Höhenunterschied von 1084 Meter auf.

### Nachbargemeinden

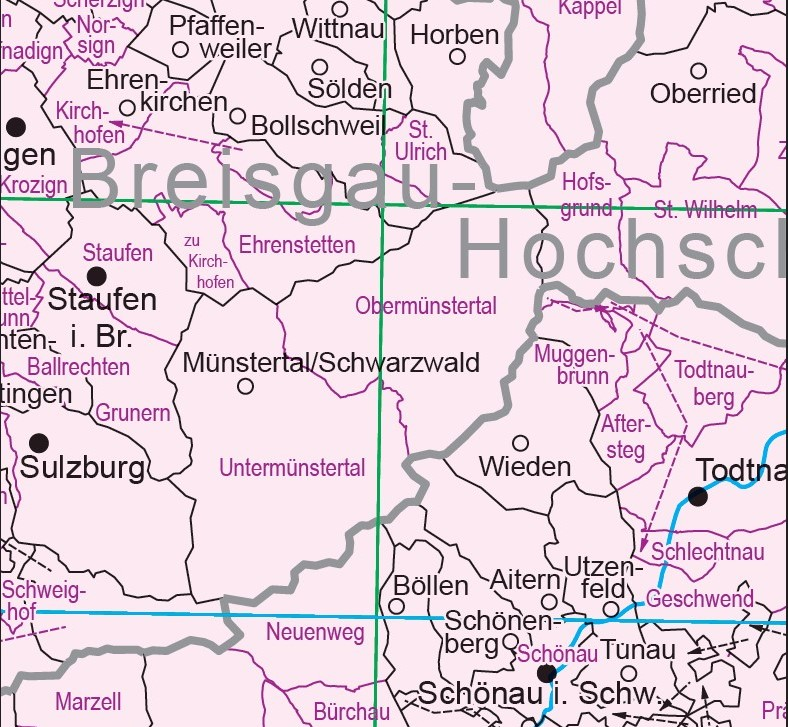
Gemarkungsgrenzen Münstertal

Münstertal hat gemeinsame Grenzen mit folgenden 17 Ortschaften:
- Grunern (Stadt Staufen)
- Stadt Staufen im Breisgau
- Kirchhofen (Gemeinde Ehrenkirchen)
- Ehrenstetten (Gemeinde Ehrenkirchen)
- St. Ulrich (Gemeinde Bollschweil)
- Bollschweil
- Stadt Freiburg im Breisgau (Gipfel des Schauinsland)
- Hofsgrund (Gemeinde Oberried)
- Muggenbrunn (Stadt Todtnau)
- Wieden
- Böllen (Gemeindeverwaltungsverband Schönau)
- Schönenberg (Gemeindeverwaltungsverband Schönau)
- Aitern (Gemeindeverwaltungsverband Schönau)
- Neuenweg und Hinterheubronn (Gemeinde Kleines Wiesental)
- Schweighof (Gemeinde Badenweiler)
- Stadt Sulzburg.[2]

### Charakteristik
Knapp 20 Kilometer südlich von Freiburg i. Brsg. führt das weitläufige Münstertal tief hinein in den Südschwarzwald. Schon im frühesten Mittelalter ließ der Missionar Trudpert die Waldhänge auf seiner Südseite roden und schuf die Basis für eine durch Wiesen und Weiden geprägte Kulturlandschaft. Noch heute zeugt das Kloster St. Trudpert als vierte Klosteranlage an dieser Stelle von der über 1400 Jahre alten Sakralgeschichte des Ortes. Die Gemeinde Münstertal verteilt sich in mit unterschiedlichen Siedlungskernen auf zwei Haupttäler. Zahlreiche Seitentäler mit ausgesprochen individueller Prägung führten zum Beinamen „Münstertal, das Tal der hundert Täler“.

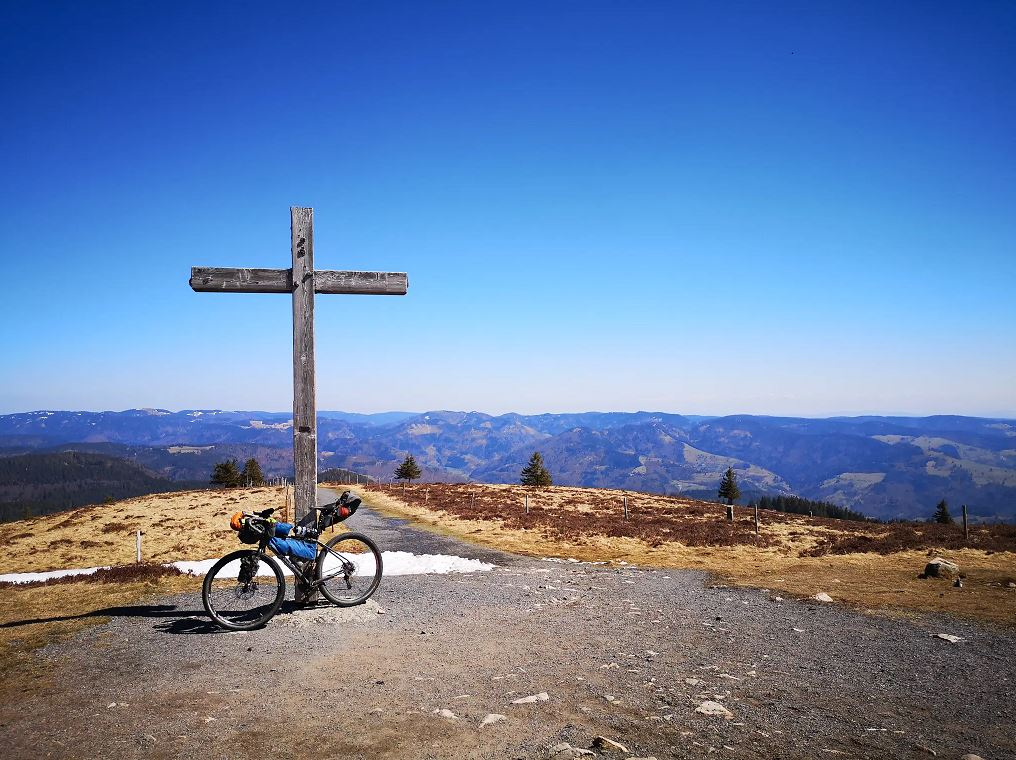
Belchen-Gipfel
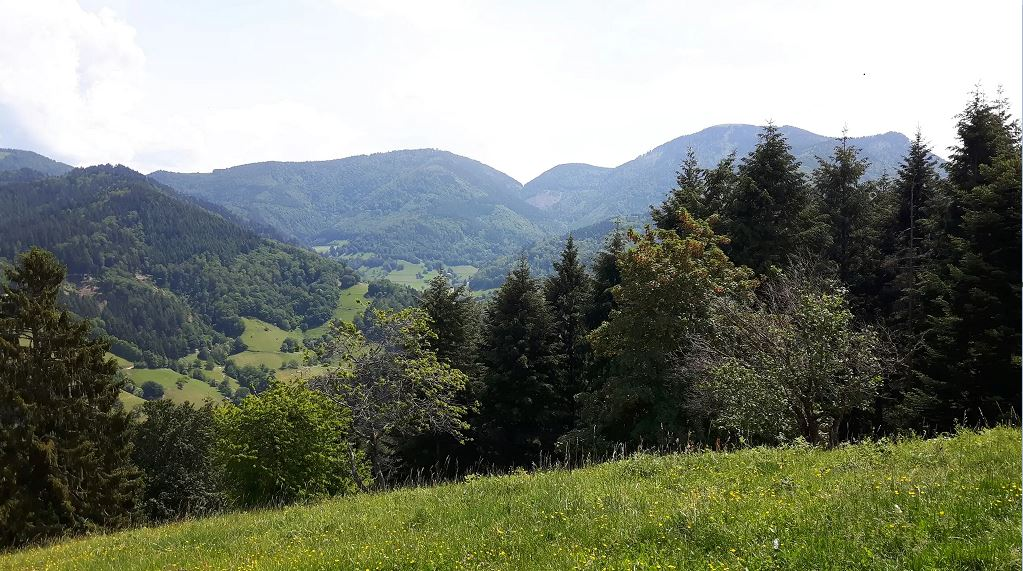
Blick vom Köpfle auf den Belchen
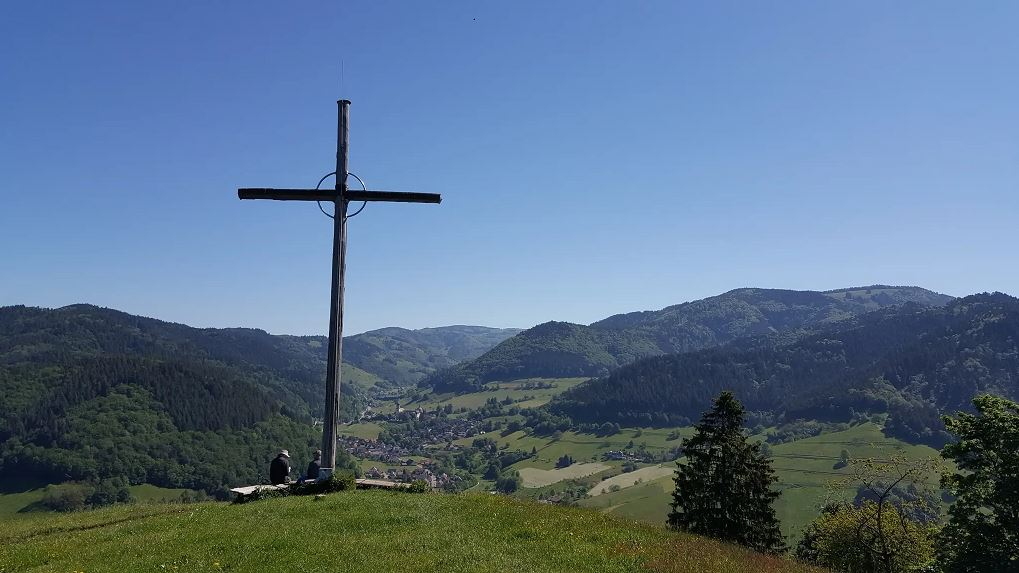
Blick vom Köpfle auf das Münstertal
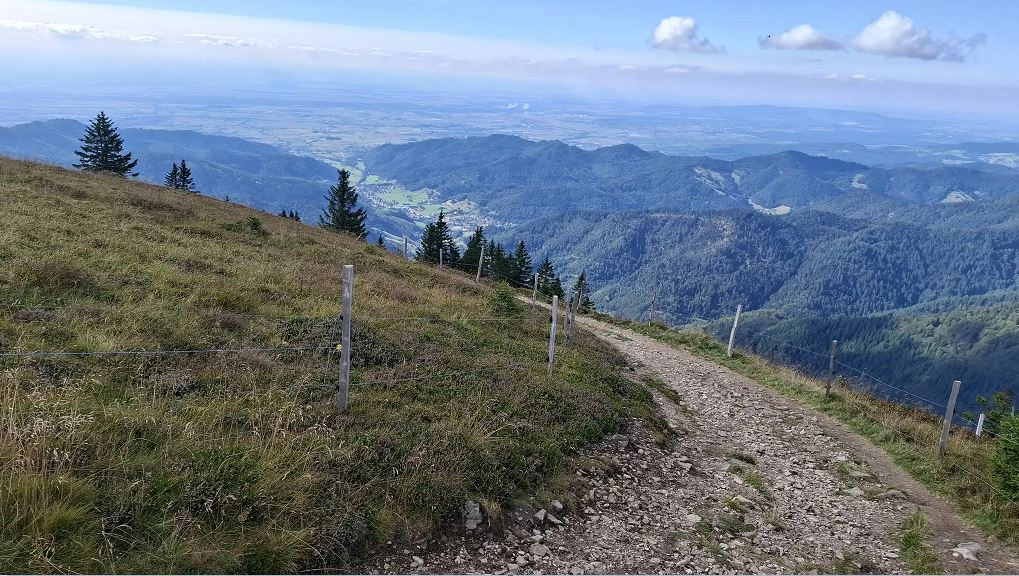
Blick vom Belchen auf das Münstertal
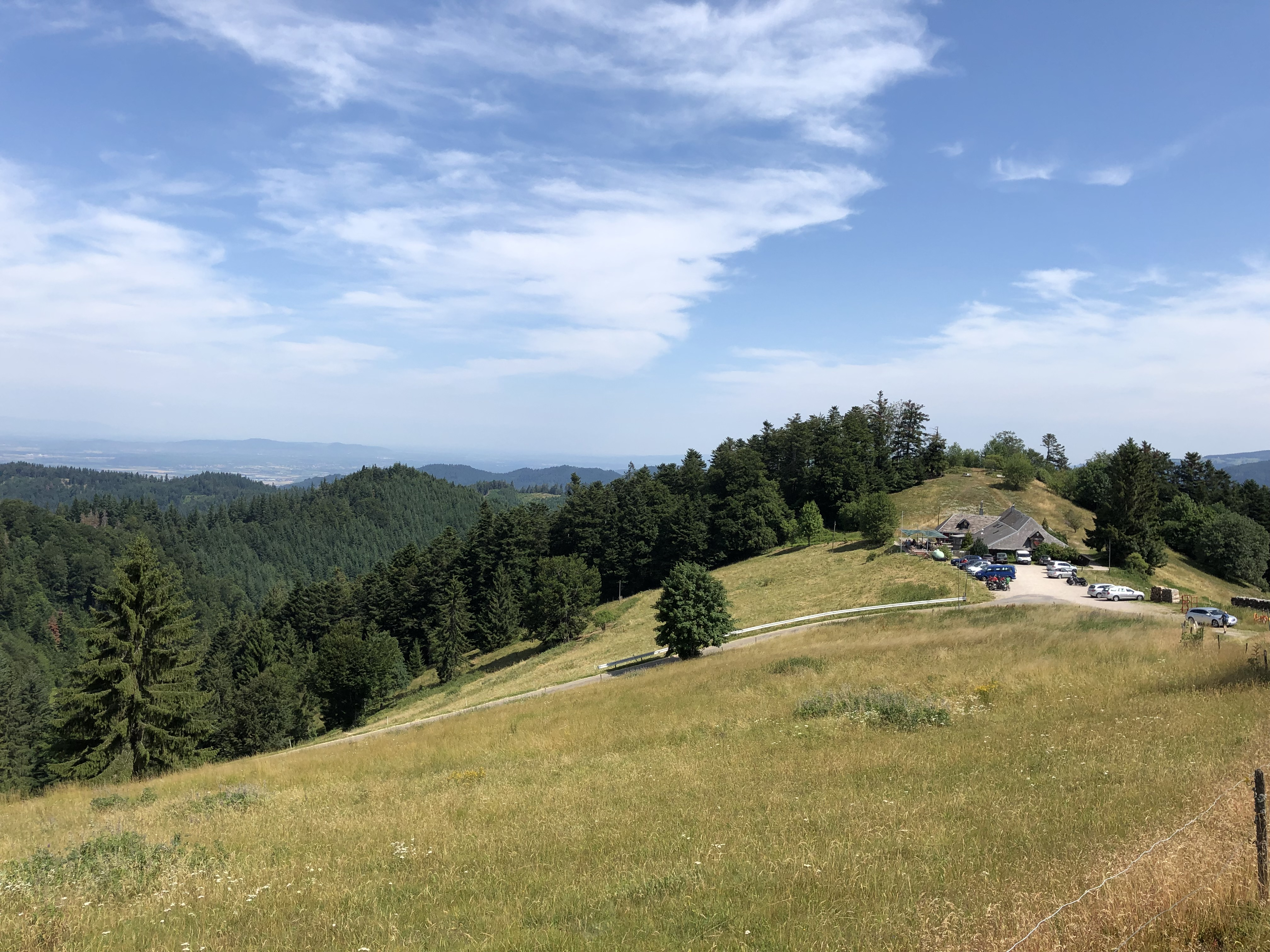
Almgasthof Kälbelescheuer
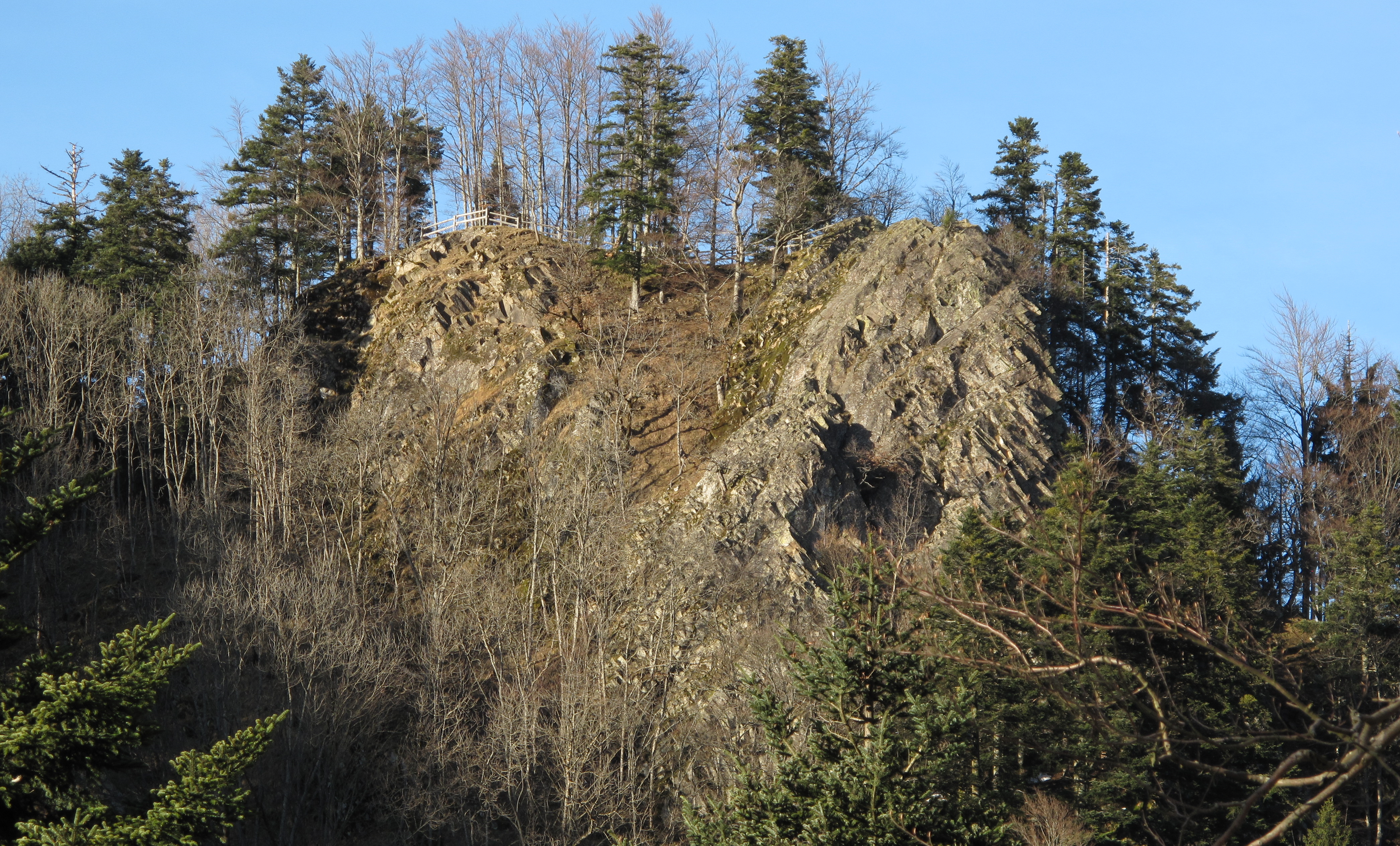
ehem. Burg Scharfenstein
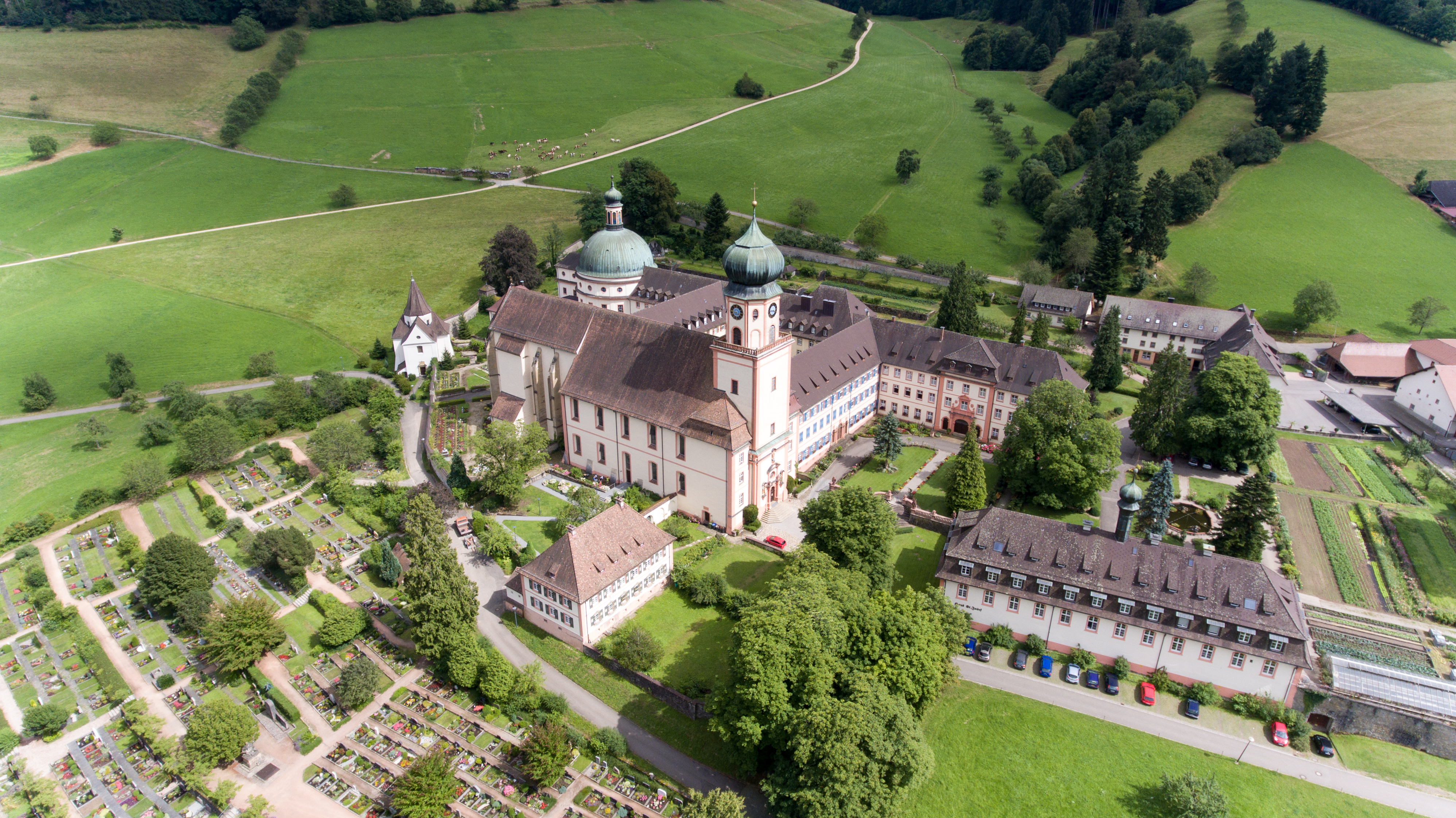
Kloster St. Trudpert

### Gemeindegliederung

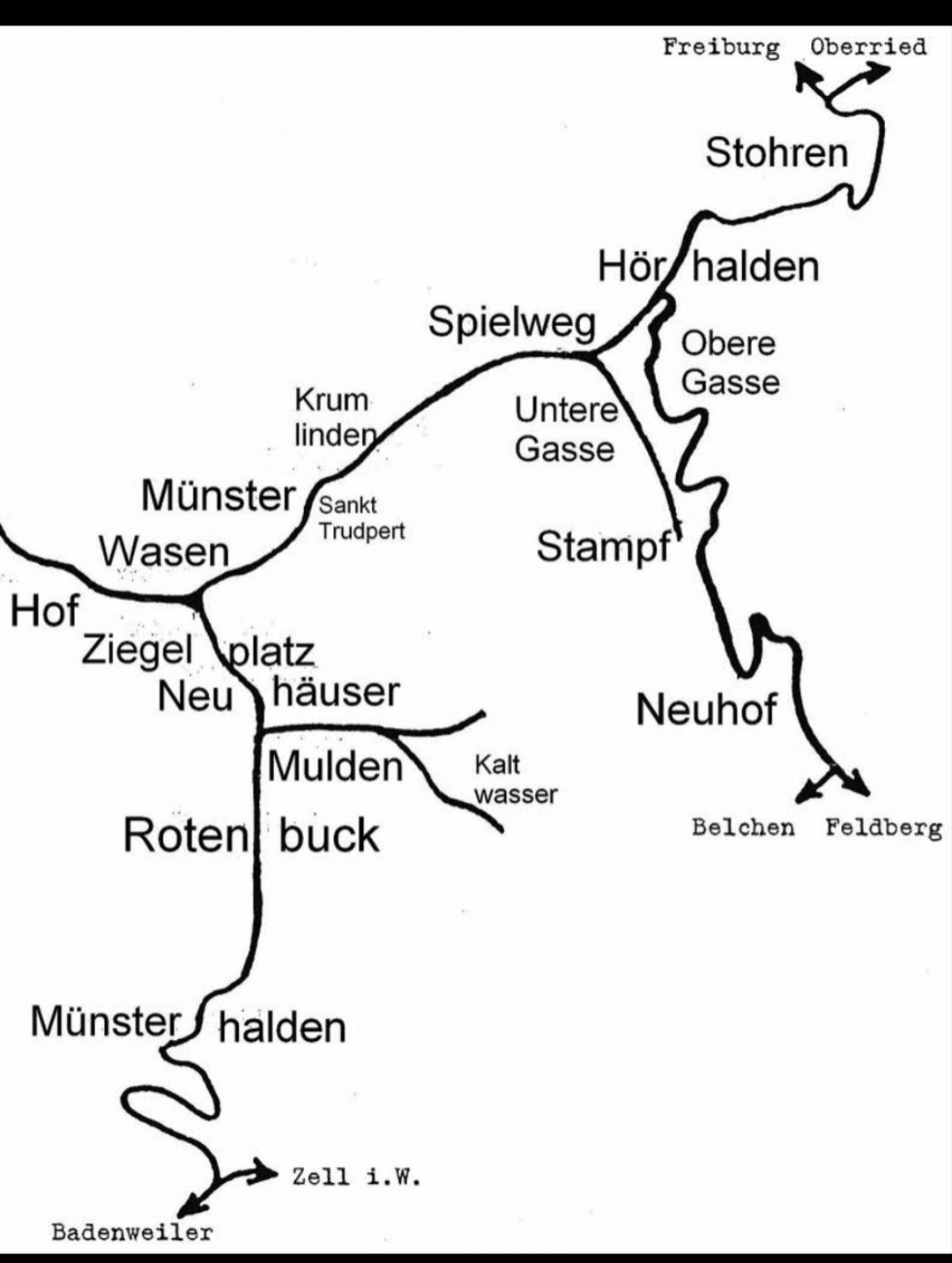
Die 15 Rotten im Münstertal

Münstertal/Schwarzwald ist 1971 aus den ehemals selbstständigen Gemeinden Obermünstertal und Untermünstertal entstanden. Diese wiederum wurden 1831 aufgrund der großhergzoglichen Gemeindeordnung gegründet.
Davor gab es im Tal keine geschlossene Wohngemeinde, sondern eine Ansammlung von 15 einzelnen Ortsgemeinschaften, die als Rotten bezeichnet wurden.
Da die einzelnen Häuser zum Teil weit auseinander lagen, gab und gibt es insgesamt 65 Dörfer, Weiler, Zinken, Höfe und Häuserbezeichnung.

Wappen der Gemeindeteile
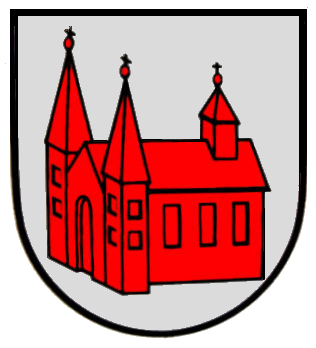
Obermünstertal
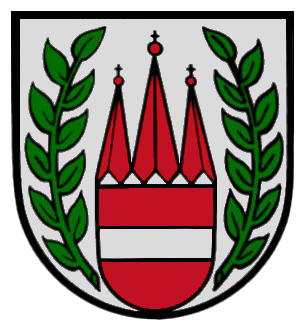
Untermünstertal

Zu Obermünstertal gehören der Weiler St. Trudpert, Häuser und Höfe Berg, (Oberer und Unterer) Käppelehof, Laitschenbach, Oberneuhof, Stollbächle, (Oberes und Unteres) Wasserhaus, die Höfe Bittenhäuser, Breitnau, Bühl, Drehbach, Eisengraben, Gieß(h)übel, Gigenegut, Ober Gipf, Unter Gipf, Gräble, Grundmatten, Gstihl, Halde(n) (teilw. zu Oberried), (Oberes und Unteres) Harzloch, Haselhürst (vorm. Scheibenfelsen), Helmiseck, (Mittlerer, Oberer und Unterer) Jetzenwald, Kleine Bittenhäuser, Obere Lochmatt, Untere Lochmatt, Milchmatt, Obergaß, Sägenbach, Sattelgrund, (Obere und Untere) Schindelmatt, Schöneck, Obere Sonnhalde, Untere Sonnhalde, Sorbaum, Oberer Steinbrunnen, Unterer Steinbrunnen, Hinterer Stollbach, Vorderer Stollbach, Unterneuhof, (Obere und Untere) Willnau und die Wohnplätze Armengasse, Branden, Hinteres Elend, Stampf Elend, Vorderes Elend, Gassen, Hörhalde, Krummlinden, Lehn, Mühlenmatten, Neubruck, Ringweg, Sandmatte, Schauinsland, Schürlebuck, Sonnhaldeneck, Spielweg, Stohren[2], Vogelsang, Vogtshalde, Wald und Wolfgarten.
Im Gemeindeteil Untermünstertal liegen die zwischen 1949 und 1950 aufgegangenen Orte Breitmatt, Diezelbach, Hasengrund, Laisacker(hof), Landensberg, Langenbach, Lehengasse, Limberg, Rammelsbach, Sägerstraße (Sägegasse), Sirnitz, Sirnitzgrund, Wildsbach und die 1960 aufgegangenen Orte Fischmatte, Gufenbach, Hinterer Rotenbuck, (Außen) Hof, (Mitte) Hof, (Oben) Hof, Kaltwasser, Mulden, Münster (linke Straßenseite), Münster (rechte Straßenseite), Neuhäuser (linke Straßenseite), Neuhäuser (rechte Straßenseite), Prestenberg-Lehn, Süßenbrunn, Vorderer Rotenbuck, Wasen (Oben), Wasen (Unten) und Ziegelplatz, das Dorf Untermünstertal und der Gemeindeteil Münsterhalden.

### Berge/Gipfel
Im Münstertal:
- Gießhübel 1069 m
- Breitnauer Kopf 1121 m
- Schindelkopf 861 m

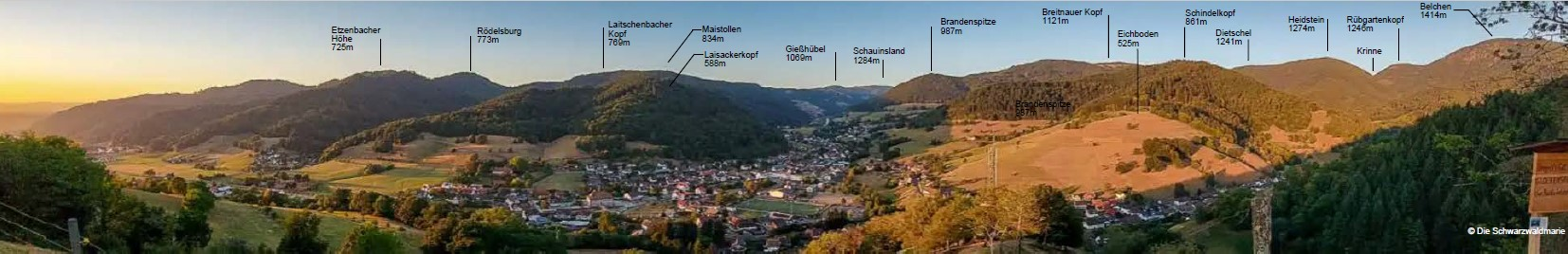
Gipfel Nord- und Ostflanke

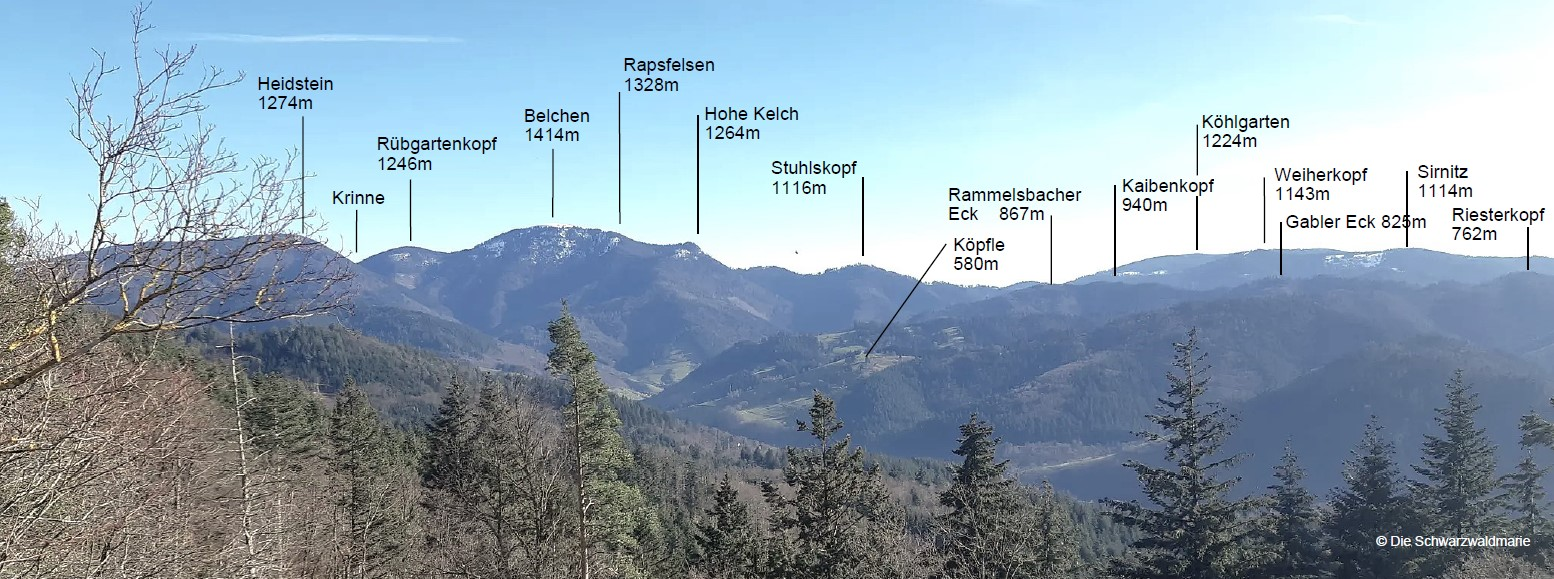
Gipfel Südflanke

- Aussichtspunkt Eichboden 525 m
- Brandenspitze 987 m
- Heidstein 1274 m
- Belchen 1414 m
- Weiherkopf 1143 m
- Rammelsbacher Eck 867 m
- Laisackerkopf 588 m
- Aussichtpunkt Köpfle 580 m
- Sittnerberg ca. 1100 m
- Sonnhaldeberg ca. 910 m
- Rübgartenkopf 1246 m[7]
- Trubelsmattkopf 1281 m
- Haldenköpfle 1266 m
- Dietschel 1241 m
- Hohe Kelch 1264 m
- Stuhlskopf 1116 m
- Sirnitz 1114 m
- Kaibenkopf 940 m
- Schlossberg ca. 880m
- Gabler Eck 825 m
- Rödelsburg 773 m
- Laitschenbacher Kopf 769 m
- Maistollen 834 m

Berge im Münstertal mit Gipfel in Nachbargemeinden:
- Etzenbacher Höhe 725 m
- Wiedener Hörnle 1187 m
- Schauinsland 1284 m
- Riesterkopf 762 m
- Enggründlekopf 704 m
- Katzenstuhl 595 m[8]

### Belchen

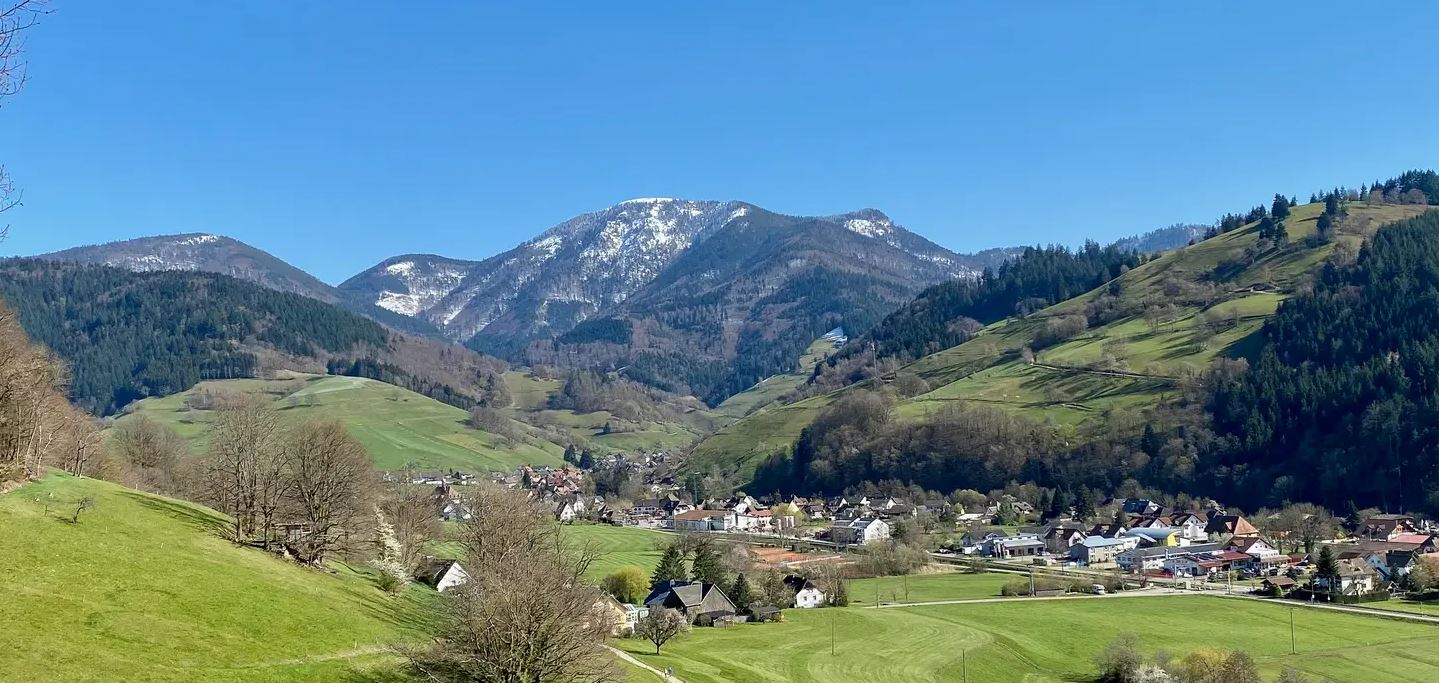
Belchen

Der Belchen ist der Hausberg des Münstertals, steht unter Naturschutz und zählt jährlich über 300.000 Besucher. Aufgrund seines markanten Profils und der größten Reliefenergie aller deutschen Mittelgebirgsberge wird er auch König des Schwarzwalds genannt. Er ist nach dem Feldberg der zweithöchste Berg des Schwarzwaldes. Per PKW und Bus ist die Talstation der Belchenseilbahn erreichbar. An der Bergstation, nahe des Gipfels, befindet sich das Belchenhaus. Dort gibt es einen Gipfelrundweg. Der Gipfel kann zu Fuß oder per Fahrrad erreicht werden. Von dort aus besteht bei gutem Wetter Rundumpanorama mit Aussicht bis in die Alpen (Bereich Zugspitze bis Mont Blanc).

### Gewässer
Der Neumagen ist ein rund 26 Kilometer langer Fluss/Bach, der in die Möhlin mündet. Von seinen höchstgelegenen Quellen bis zur Mündung beträgt das Gesamtgefälle rund 940 Höhenmeter. Von den Flüssen auf der Westseite des Südschwarzwalds weist er den höchsten Gefällegradienten auf. Der Neumagen speist auch den Eschbach, der durch die gleichnamige Gemeinde fließt.
Auf 915 m Höhe gibt es nahe der Münstertäler Gemarkungsgrenze in einem Naturschutzgebiet den Bergsee Nonnenmattweiher, in dem auch gebadet werden kann.

### Biosphärengebiet Schwarzwald
Münstertal grenzt an das Biosphärengebiet Schwarzwald an.

## Geschichte

### Allgemein
Die Geschichte Münstertals ist geprägt von der mittelalterlichen Bergbauaktivität, der Zerstörung der Stadt Münster, der Land- und Forstwirtschaft in herausfordernder Gebirgsregion und der Entwicklung der 15 Einzelrotten zur heutigen Gemeinde, die 1971 aus Ober- und Untermünstertal entstand. Heute ist Münstertal ein beliebtes Urlaubsziel und Erholungsort im Südschwarzwald und seit 2013 ein Staatlich anerkannter Luftkurort und Ort mit Heilstollen-Kurbetrieb.
Die Gemeinde Münstertal verteilt sich in mit unterschiedlichen Siedlungskernen auf zwei Haupttäler. Zahlreiche Seitentäler mit individueller Charakteristik führten zum Beinamen „Münstertal, das Tal der hundert Täler“.

#### Bergbau und Kloster
Im Mittleren Schwarzwald sowie im Südschwarzwald (zum Beispiel im Münstertal) fand vermutlich schon in der Römerzeit Erzbergbau statt (Gewinnung von Silber- und Bleierzen). Die älteste, gefundene Bergbauspur an der Münstertäler Gemarkungsgrenze stammt ca. von 5000 v. Chr. Urkundlich belegt wurde die Münstertäler Bergbaugeschichte erstmals 1028 von Kaiser Konrad II. Im späteren Hochmittelalter (ab etwa 1100 n. Chr.) erlebte der Bergbau im Schwarzwald wieder einen Aufschwung, insbesondere um Todtnau, im Münstertal und Suggental, später auch am Schauinsland. Man nimmt an, dass bis zum Ausgang des Mittelalters etwa 800–1000 Bergleute im Münstertal lebten und arbeiteten. Nach der Pest, die das Tal 1516 heimsuchte, dem Deutschen Bauernkrieg (1524–1526) und dem Dreißigjährigen Krieg (1618 bis 1648) ging der Bergbau in der Region bis auf wenige Gruben zurück.
Die abgegangene Stadt Münster (Schwarzwald) wurde bereits 926 erstmalig erwähnt und gab dem Münstertal seinen Namen. Im Jahr 1346 wurde sie durch die Grafen von Freiburg zerstört. Danach immer wieder erwähnt, wurde die Stadt wohl endgültig im Dreißigjährigen Krieg zerstört.
Nach dem Dreißigjährigen Krieg 1618–1648 gab es aufgrund der Verarmung Umsiedlungsbewegungen aus der Schweiz und dem Vorarlberger Raum, was hier an Ortsdialekt und Nachnamen noch spürbar ist.
Ein erneuter Aufschwung des Bergbaus begann Anfang des 18. Jahrhunderts nach dem Verlust des Elsass an Frankreich. Er dauerte bis in das 19. Jahrhundert. Viele Gruben aus dieser Zeit können heute als Schaubergwerk besichtigt werden, wie beispielsweise die Grube Teufelsgrund (Münstertal). Dort endete der Bergbau relativ spät im Jahr 1958.
Mitte des 19. Jahrhunderts gelang es dem „Badischen Bergwerksverein“, den Abbau von Blei im Münstertal mit rund 400 Bergleuten nochmals zu aktivieren, doch selbst eine deutsch-englische Auffanggesellschaft konnte 1852 die Aufhebung des Abbaubetriebes nur noch einige Jahre hinauszuzögern. Laut einem überlieferten „Katalog von dem ganzen Bergwerks-Etabilissement“ aus dem Jahre 1864 wurde der Bergbau (Abbau von Silber und Blei) im Tal offiziell eingestellt.
Dennoch gab es auch im 20. Jahrhundert nochmals kurze Bergbauperioden. Von 1932 bis 1938 lief im Münstertal der Abbau von Schwerspat im Tirolergrund im Etzenbach sowie von 1942 bis 1958 von Flussspat im Teufelsgrund. Vom Mundloch des Wilhelmstollens führte damals eine breite Abraumhalde (heute wieder bewaldet) hinab zum Zufahrtsweg, wo das Erz verladen wurde.
Das Kloster St. Trudpert entstand im beginnenden 9. Jahrhundert n. Chr. Die dort beheimateten Benediktiner mussten 1806 das Kloster verlassen, da es im Zuge der Säkularisation verstaatlicht wurde. Anfang des 20. Jahrhunderts strebte Dekan Strohmeyer die Wiederbesiedelung durch die Benediktiner an. Nachdem dies nicht gelungen war, konnte er am Ende des Ersten Weltkrieges erreichen, dass die im Elsass schwer bedrohten Schwestern des Hl. Josef von St. Marx eine Neugründung des Klosters durchführen konnten.

#### Zeit des Habsburger Vorderösterreich / Markgraf von Baden
Bevor die Region 1806 zum Großhergzogtum Baden gehörte, war sie lange Zeit Teil des Habsburger Vorderösterreich mit Verwaltungssitz in Freiburg und deshalb katholisch geprägt. Direkt südlich des Münstertals verlief die Reichsgrenze zum Herrschaftsbereich des Markgrafen von Baden, der zum lutherischen Glauben übergetreten war, weshalb das ursprüngliche Markgräflerland evangelisch geprägt ist.
Ab dem 17. und 18. Jahrhundert entstand im Talzentrum eine rege Fabrikation von „Backsteinen“ aus Lehm und Ton. Die Nachfrage dazu war von Abt Augustin Sengler ausgelöst worden, der ab 1694 an der Spitze des Benediktiner Konvents St. Trudpert stand und den barocken Kloster- und Kirchenbau in massiver Bauweise vorantrieb. Hergestellt wurden vor allem Maurerziegel und Dachziegel, später auch Drainagerohre und Kabelabdeckhauben.
1788 ließ die Habsburger Kaiserin Maria Theresia am erhöhten Standort über dem Neumagen das Ziegelplatz-Schulhaus erbauen. Dieses hatte als zentrales Schulhaus im unteren Münstertal 178 Jahre Bestand.

#### Zeit des Großhergzogtums Baden
Die nach der Badischen Gemeindeordnung eingeführte kommunale Grenze zwischen den beiden Talgemeinden Untermünstertal und Obermünstertal, beziehungsweise zwischen den Ortsteilen Münster (Untertal) und Krumlinden (Obertal), verlief nun unterhalb der Klosteranlage. Somit gab es nun eine Grenze zwischen den ehemals aufs Engste verwobenen Herrschaftsbereichen der Stadt Münster und des Klosters St. Trudpert. Laut Badischer Gemeindeordnung von 1831 fanden in beiden Gemeinden erstmals Bürgermeisterwahlen statt. Allerdings entstand die „politische“ Gemeinde Obermünstertal erst am 1. April 1922, aus dem Zusammenschluss der bis dahin (eigentlich) eigenständigen Rotten Krumlinden, Lehner, Neuhof und Stohren.
Die heute vom Spielweg bis zum Neuhof verlaufende mehrere Kilometer lange Bergstraße (Kunststraße) wurde 1847 fertiggestellt, inklusive dem steinernen Rundbogen-Brückenbauwerk, das am Fuße des Scharfensteinfelsens den jungen Neumagen überquert und damit zum ersten Mal den Fahrweg Richtung Neuhof, Wiedener Eck und Wiesental freimachte. Bis dahin war stattdessen das Muldental ein stark befahrenes Durchgangstal für den Personen- und Warenverkehr ins Wiesental. Der Aufstieg mit Pferdegespannen führte an der Belchen-Nordwand rund 700 Meter hinauf zur 1117 Meter hohen Passhöhe „Krinne“ – einst Gasthaus und Raststätte für Mensch und Tier. Von hier ging es neben dem Dietschelbach bergab nach Multen und dem Aiternbach bis Utzenfeld. Nach dem Bau der neuen „Kunststraße“ im Jahre 1847 von Münstertal-Spielweg über Neuhof und Wiedener Eck (1035 Meter hoch), hatte die Krinne-Trasse ausgedient, was 1869 zum Ende der Krinne-Wirtschaft führte. Das Steinmaterial für den Straßenbau kam aus Steinbrüchen aus dem Münstertal. Diese Steinbrüche lieferten auch Material für die Tulla'sche Rheinbegradigung, die ab 1817 durchgeführt wurde. Bis Ende der 1950er Jahre gab es die Steinbruchbetriebe.
In der Rotte Hof ließ sich 1870 die Freiburger MEZ-Seidenfabrik nieder, in der bis 1930 zuerst Hanf zu kleinen „Siede-Strängli“ verarbeitet wurde und später Rohseide aus Mailand zu Garn und Feinseide. Danach wurde sie zur Zigarren- und Stumpenfabrik, zum Bundeswehrlager und inzwischen zum Bauhof.
Starken Aufschwung kam ab 1915 durch den Bau der Münstertalbahn. Davon profitierte z. B. die Hof-Säge, die vor und nach dem Ersten Weltkrieg eine Blütezeit erlebte. Am Ortseingang entstand in dieser Zeit das Elektrizität-Wasserwerk, das die Bevölkerung des unteren Münstertales fast ein halbes Jahrhundert lang von 1922 bis in die 1960er-Jahre hinein mit gemeindeeigener elektrischer Energie versorgte. Die Planungen für dieses Kraftwerk sowie auch der Neubau der Rotenbuck-Schule (1913), der benachbarten Rotenbuck-Kapelle (1913) und die Förderung des Eisenbahnbaues ins Münstertal (1915) entstanden in der Amtszeit des Bürgermeisters Pius Pfefferle II, dessen Vater Pius Pfefferle I bereits 16 Jahre zuvor Bürgermeister war.
1913 wurde die neue Spielwegeschule eingeweiht und 1915 wurde von Ortspfarrer Willibald Strohmeyer das Krumlinden-Schulhaus geweiht, als damals sechste Schule im Tal. Mitte der 1920er Jahre wurde die Bergstraße nach Neuenweg (Haldenhof-Pass) im Ortsteil Münsterhalden entlang des Sirnitzbaches gebaut. In diesem Zuge wurde auch erstmals die Kälbelescheuer an das Straßennetz angebunden.
Einen wirklich nachhaltigen, wirtschaftlichen Aufschwung verhinderte allerdings u. a. der Erste Weltkrieg, den 373 Münstertäler Männern als Soldaten das Leben kostete und diese somit auch als Arbeitskräfte und Familienangehörige fehlten.

#### Zeit der Republik Baden
In die Zeit der Weimarer Republik, in die Amtszeit des nachfolgenden Bürgermeisters Karl-Heinrich Burgert, fallen im Tal der Aufbau einer kommunalen elektrischen Versorgung (1920–1928), der Neubau des heutigen Rathauses (1923–1926) sowie um 1920 der Kauf der alten Klostergebäude durch den Orden der St. Josef-Schwestern. Der damalige Pfarrer Strohmeyer erlebte die Verhaftung und Amtsenthebung des SPD-Bürgermeisters am 23. Juni 1933 durch das NS-System, welchem er knapp zwölf Jahre später selbst zum Opfer fallen sollte. Nach Kriegsende wurde Karl-Heinrich Burgert von der französischen Besatzungsmacht wieder als Bürgermeister in sein Amt eingesetzt, das er 1946 aus gesundheitlichen Gründen wieder abgab. Während der Zeit des Nationalsozialismus wurde Hanns von Landenberg als Bürgermeister eingesetzt, der lange nach seiner Amtszeit (1968) zum Ehrenbürger ernannt und eine Straße nach ihm benannt wurde. Die Straße wurde allerdings in den 2010er Jahren, aufgrund seines unrechtmäßigen Amtsantritts, umbenannt zum Peter-Thumb-Weg. Thumb war einer der Baumeister des Klosters. Auch Karl-Heinrich Burgert ließ man diese Ehre postum zukommen.
Vom eigentlichen Kriegsgeschehen des Zweiten Weltkriegs war im Münstertal selbst bis 1944 wenig zu spüren. 1940 wurde die ehemalige MEZ-Fabrik von der Wehrmacht als Stützpunkt für die kriegsgetriebenen Straßenbaumaßnahmen Richtung Frankreich genutzt. Auf dem Untermünstertäler Sportplatz (Bereich jetzige „Siedlung“) wurden von der Wehrmacht Baracken als Vorratslager errichtet. Ab 1944 begann der regelmäßige Bombenalarm. Die Eisenbahnlinie wurde Ziel der Jagflieger, aber auch einzelne Wohnhäuser wurden bombardiert, als auch Einzelpersonen beschossen. Die Wehrmacht nutze das Tal gegen Kriegsende als Rückzugsort, auch hunderte Bürger und Gemeindeverwaltungen aus dem Umland suchten im Münstertal Schutz, da die Angriffe und Bombardierungen in den Nachbarortschaften verheerender waren. Im Münstertal quartierten sich Wehrmachtssoldaten ein. Ein SS-Armeekorps hielt sich im Noviziatsbäude von St. Trudpert auf, welches sie verwüsteten. In der Münsterhalde quartierte sich das SS-Jagdkommando Süd ein, das die Bevölkerung terrorisierte. Es hatte sich zum Ziel gesetzt, Menschen mit anderen moralischen Wertevorstellungen zu zeigen, wer mehr Macht besaß. Truppenführer Perner war wie Hitler ein fantastischer Kirchenhasser. Nur drei Tage vor dem Einzug französischer Truppen ins Münstertal wollte er ein Exempel statuieren. Am Vormittag drang er ins Kloster St. Trudpert ein und gab Pfarrer Strohmeyer zwei Minuten Zeit, sich zum Mitkommen fertig zu machen. Im Auto wurde Strohmeyer mit zum Haldenhof genommen. Dort stieg ein desertierter baskischer Legionär namens Roglin zu, der die grausame Tat letztlich ausführte. Bereits zwei Jahre nach Kriegsende entschied die Kirchengemeinde Münstertal-St. Trudpert, dass dem gemeuchelten Dekan eine ehrwürdige Gedenkstätte als Mahnmal gegen den Faschismus am Ort der Tat errichtet wird. In der Gedenkkapelle am Heubronner Eck findet alljährlich am 1. Mai ein Gedenkgottesdienst zum Gedenken an Dekan Willibald Strohmeyer statt.
Nachdem Freiburg kurz vor Kriegsende bereits von französischen Truppen besetzt war, erfolgte dies auch im Münstertal, allerdings nicht ohne Widerstand der SS-Truppen.

#### Zeit der Bundesrepublik Deutschland
Zum Zeitpunkt der Gründung der Bundesrepublik Deutschland 1949 lebten die Münstertäler Familien noch in ärmlichen Verhältnissen. Die Straßen waren noch nicht asphaltiert, es gab keine zentrale Trinkwasserversorgung, keine Kanalisation, die Stromversorgung war unzureichend und die von der SS gesprengten Brücken waren noch durch provisorische Holzkonstruktionen ersetzt. Die Nahrungsmittel waren bis dahin rationiert. Die wenigen Steuereinnahmen der Gemeinde kamen aus der Holzverarbeitung (Forstwirtschaft, Sägewerke, Bürstenholz). Die Arbeitslosigkeit war sehr hoch und so zogen nicht wenige Bürger weg. Ein Hauptansinnen des damaligen Untermünstertäler Bürgermeisters Franz Anton Riesterer war deshalb, Industriebetriebe im Tal anzusiedeln. Dies gelang Anfang der 1950er Jahre mit Neubauten der Fa. Wäschetruhe KG (Textilfabrikation) in der Rotte Münster und der Fa. Gubor (Schokoladenproduktion) in der Rotte Hof. Die Firmen florierten und Ende der 1950er Jahre arbeiteten mehr als 600 Personen dort. Das Untermünstertal entwickelte sich vorübergehend zu einer sehr wohlhabenden Gemeinde. Der drittgrößte Arbeitgeber war das Bergwerk Teufelsgrund (Barbara Erzbergbau AG). Die Grube wurde 1950 in Betrieb genommen, nachdem sie kriegsbedingt 1945 geschlossen worden war. 1958 endeten allerdings die Vorkommen an Flussspat und so endete auch die mehr als 1000-jährige Bergbaugeschichte des Münstertals.
An den einstmals regen Bergbau im Münstertal und speziell im Muldental erinnert das 1970 eröffnete Besucherbergwerk Teufelsgrund mit der integrierten Atemtherapiestation. Diese touristische und medizinisch-therapeutische Einrichtung ist im Jahre 2013 vom Land Baden-Württemberg mit der Verleihung des Prädikats „Heilstollenkurbetrieb“ geadelt worden. Geblieben ist aus der letzten großen Bergbaublütezeit mit 400 aktiven Bergleuten im 19. Jahrhundert das Laurentiusfest, das die heutige Generation zum Gedenken an ihre Vorfahren alljährlich Ende Juli feiert.
Die erste touristische Blütezeit erlebte das Münstertal im Spielweg in den 1930er-Jahren, als zahlreiche (auch ausländische) Feriengäste, sogenannte „Sommerfrischler“, Urlaub und Erholung in frischer Schwarzwaldluft am kühlen Bergbach suchten (1937: 1600 Gäste und 7000 Übernachtungen). Auch nach dem Zweiten Weltkrieg setzte sich dies fort. (1957: 14505 Übernachtungen). Es entstanden kleine und große Hotelbetriebe sowie Fremdenzimmer und die Übernachtungszahlen stiegen an (200.000 Übernachtungen 1977). In den 1980er Jahren, als die deutschen Bürger begannen vermehrt international Urlaub zu machen, ließen wie in anderen Schwarzwaldregionen auch die Hotelübernachtungen nach. Dafür stiegen die Zahlen für das Camping sowie Urlaub auf dem Bauernhof an, auf heutzutage 75.000 Übernachtungsgäste und ca. 360.000 Übernachtungen pro Jahr (Stand 2024).
Im Zuge der Verwaltungs- und Gebietsreform in Baden-Württemberg wurden alle Kommunen dazu angehalten, größere Verwaltungseinheiten zu schaffen, um die Leistungsfähigkeit der Gemeinden zu verbessern. Daraufhin wurde sondiert, welche Gemeinden sich überhaupt zusammenschließen sollen. Ein Zusammenschluss der Gemeinden Bad Krozingen, Staufen und Untermünstertal zu „Bad Staufental“, wäre vom Land Baden-Württemberg mit 7,7 Millionen Mark gefördert worden. Grunern stand vor der Entscheidung, ob es sich Staufen oder Münstertal anschließen soll. Ober- und Untermünstertal bewegten sich aufeinander zu und diskutierten, wie eine neue gemeinsame Gemeinde heißen soll, wobei u. a. der Name Sankt Trudpert im Gespräch war. Schließlich schlossen sich am 1. Dezember 1971 die selbstständigen Gemeinden Obermünstertal und Untermünstertal zur Gemeinde Münstertal/Schwarzwald zusammen.  Zum 1. Januar 1973 wurde der Landkreis Müllheim aufgelöst, dem Münstertal bis dahin angehörte. Somit wechselte die Gemeinde in den neugebildeten Landkreis Breisgau-Hochschwarzwald.

### Burg Scharfenstein
Die Burg Scharfenstein ist die Ruine bzw. der Burgstall einer Höhenburg auf einer Felsengruppe im Obermünstertal. 1218 wurde sie erstmals zuverlässig schriftlich belegt.
Zur Festigung ihrer Herrschaft und der Sicherung der Silberbergwerke, im Zuge der Herausbildung der Stadt Staufen und der Bergbaustadt Münster, wurden Burg Scharfenstein und Burg Staufen an den Zugängen zum östlichen und westlichen Münstertal errichtet.
Über den Schauinsland vordringend, zerstörten 1346 Freiburger Bewaffnete die Burg Scharfenstein und verwüsteten die mit Mauern und Türmen bewehrte Bergbaustadt Münster.

### Hausnamen
Eine Besonderheit im Münstertal ist die ausgeprägte Verwendung von Hausnamen und Hofnamen, die zusätzlich bzw. anstelle der Familiennamen verwendet werden. Eine Sammlung und die Geschichte dazu ist in dem heimatgeschichtlichen Buch von Waldemar Ortlieb nachzulesen. Beispiele hierfür sind Simmelis, Drehbachers, Langeckers, Lehnbaschis, s’Martine, s’Liesebüre, Schuhmachers, Gerbers, Zirnzbür, Gmeisäg, s’Naglers, Basili, Platzi, s’Vasis,

### Kohlenmeiler
Der letzte Kohlenmeiler des Schwarzwaldes wurde bis 1975 im Münstertal hauptgewerblich betrieben. Er befindet sich im Ortsteil Gabel und wird manchmal noch in Betrieb genommen.

### Hirtenbuben
Die Lebensmittelknappheit nach dem Krieg hatte zur Folge, dass besonders in den Städten die vielen Kriegswitwen nicht in der Lage waren, ihre Kinder ausreichend zu versorgen. Auch Kriegswaisen, die sich in Heimen befanden, wurden von den Jugendbehörden als „Hirtenbuben“ an Bauernhöfe vermittelt, damals wurde gesagt „sie wurden verstellt“.
Auf den waldfreien Höhen des Schwarzwaldes wurde das Vieh der Bergbauern von den Kindern der Bauernfamilien oder deren Verwandtschaft gehütet. War dies nicht möglich, musste ein fremder Hirtenbub eingestellt werden. Dies geschah noch bis Ende der 1950er Jahre. Die Kinder waren oft jahrelang auf den Höfen „verstellt“ und gingen zwischen dem Hüten zum Beispiel in die Stohrenschule. Im Jahr 2017 gab es auf einem Stohren-Bauernhof ein erstes Wiedersehenstreffen der ehemaligen Hirtenbuben.

### Kriegsgefallene
1. Weltkrieg, Kriegsgefallene Liste: 373 Gefallene
2. Weltkrieg, Kriegsgefallene Liste:

## Politik

### Gemeinderat
Die Kommunalwahl am 9. Juni 2024 führte zu folgender Verteilung der 14 Sitze im Gemeinderat:
| Liste                 | Stimmenanteil | Sitze   |
| CDU                   | 25,0 %        | 3 (− 3) |
| SPD                   | 28,0 %        | 4 (± 0) |
| FWG                   | 26,0 %        | 4 (± 0) |
| Bürger für Münstertal | 21,0 %        | 3 (+ 3) |

### Bürgermeister
- 1972–1975 Eugen Baur (CDU)[49]
- 1975–1991: Karl Walz (CDU)[50]
- 1991–2007: Peter Jehle (CDU)[51]
- 2007–2023: Rüdiger Ahlers (SPD)[52]

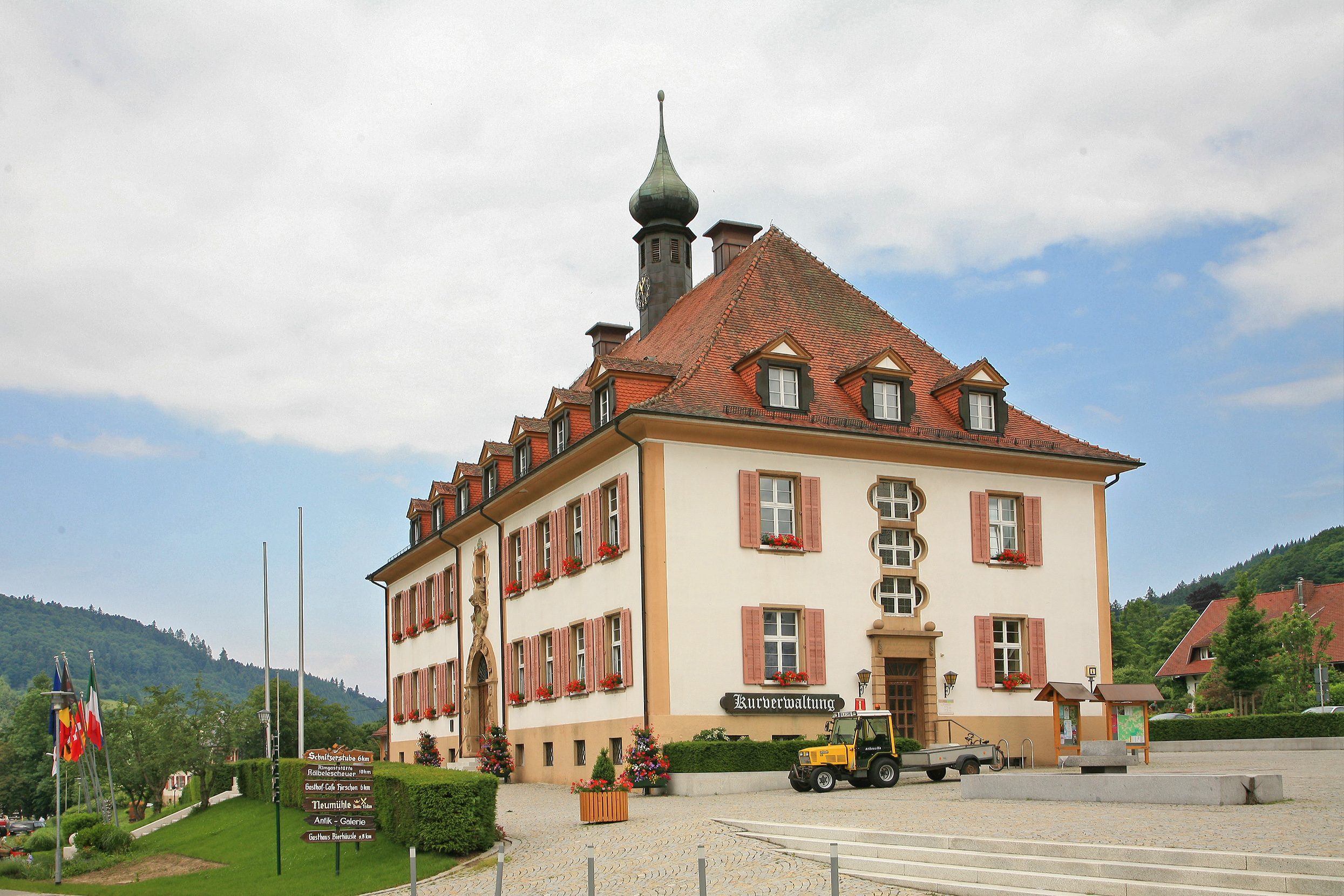
Rathaus Münstertal, erbaut 1925–1926

- seit 2023: Patrick Weichert (CDU)[53] Er wurde am 22. Oktober 2023 mit 67,8 Prozent der Stimmen in sein Amt gewählt.[54]

Ehemalige Bürgermeister in Untermünstertal:
- 1832–1836 Josef Riesterer, 1836–1841 Columban Pfefferle, 1841–1852 Dominikus Wild, 1852–1862 Ludwig Riesterer, 1862–1877 Pius Pfefferle I., 1877–1880 Heinrich Gutmann, 1880–1882 Cölestin Gutmann, 1882–1887 Felizian Walter, 1887–1893 Benjamin Gutmann, 1893–1919 Pius Pfefferle II., 1919–1933 Karl-Heinrich Burgert,[55] 1933–1945 Hanns von Landenberg,[56] 1945–1946 Karl-Heinrich Burgert, 1946–1960 Franz Anton Riesterer, 1960–1967 Artur Ortlieb (Amtsverweser), 1967–1971 Eugen Baur

ehemalige Bürgermeister in Obermünstertal:
- 1832–1838 Bürgermeister Pfefferle, 1838–1870 Trudpert Wiesler, 1870–1889 Constantin Gutmann, 1889–1894 Valentin Gutmann, 1894–1910 Stefan Riesterer, 1910–1928 Karl Pfefferle, 1928–1934 Josef Riesterer, 1934–1935 Trudpert Gutmann, 1935–1939 Fridolin Brender, 1939–1945 Trudpert Riesterer (1942 in den Krieg eingezogen), 1942–1945 Xaver Gutmann (kommissarisch für Trudpert Riesterer), 1945–1946 Josef Riesterer (gestorben Februar 1946), 1946–1946 Josef Muckenhirn (Amtsverweser von Februar–September 1946), 1946–1966 Hermann Wiesler (gestorben 1966), 1967–1971 Konrad Ruppert

### Wappen
Blasonierung: In Silber (Weiß) ein erniedrigter roter Wappenschild mit silbernem (weißem) Balken, darüber schwebend eine rote Mitra mit roten Zierbändern, begleitet von zwei schräggekreuzten schwarzen Schlägeln und Eisen.
Das Wappen wurde 1972 der ein Jahr zuvor neu gebildeten Gemeinde vom Innenministerium des Landes Baden-Württemberg verliehen. Es knüpft in seiner Darstellung an die Geschichte des Ortes an: Die Mitra steht für das Kloster St. Trudpert, dessen Grundherrschaft das Münstertal bis 1806 unterstand. Das Bindenschild weist auf die Rolle der Habsburger als Obervögte hin. Schlägel und Eisen erinnern an die Bedeutung des Bergbaus im Gemeindegebiet, die bis ins 18. Jahrhundert andauerte.

### Partnergemeinde

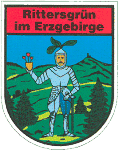
Wappen Rittersgrün

Münstertal unterhält eine Partnerschaft mit Rittersgrün im Erzgebirge, das mittlerweile zur Gemeinde Breitenbrunn/Erzgeb. gehört.

### GVV Staufen-Münstertal
Münstertal bildet mit der Stadt Staufen den Gemeindeverwaltungsverband GVV Staufen-Münstertal, um insbesondere die Flächennutzungsplanung gemeinsam planen zu lassen und zu entscheiden. Im GVV-Ausschuss sitzen jeweils 4 Gemeinderäte beider Gemeinden.

### Behörden und soziale Einrichtungen
Für das Münstertal sind zuständig:
- Mittlere Verwaltungsbehörde (Vertretung des Landes Baden-Württemberg) – Regierungspräsidium Freiburg (Schulen, Verkehr, Wirtschaft, u. v. a.)
- Untere Verwaltungsbehörde (Behörde des Landkreises) – Landratsamt Breisgau-Hochschwarzwald (Baugenehmigungen, Führerschein, Sozialamt, KFZ-Zulassung, u. v. a.)
- Gemeindeverwaltung Münstertal (Standesamt, Landwirtschaftsamt, u. v. a.)
- Grundbuchamt Emmendingen
- Nachlassgericht Freiburg
- Pflegedienst und Haushaltshilfe: Sozialstation Südlicher Breisgau e. V., Bad Krozingen
- Essen auf Rädern: Lazarus-Hilfsdienst e. V. (LHD e. V.) Münstertal[59]
- Pflegeeinrichtung: Seniorenzentrum St. Benedikt Münstertal
- Hospiz in Freiburg und in Lörrach

## Wirtschaft und Infrastruktur

### Tourismus
Das Münstertal ist eine ländliche, von der Natur geprägte Gemeinde, die jährlich über 70.000 Übernachtungsgäste beherbergt mit ca. 360.000 Übernachtungen pro Jahr.
- Der Tourismus wurde von dem im Jahre 1935 gegründeten Verkehrsverein betreut
- Informationen zum touristischen Angebot, zu Hotels und Unterkünften, zu Restaurants und Ausflugsmöglichkeiten sind bei der Tourismusinformation Münstertal erhältlich[62] (Ferienregion Staufen-Münstertal / Schwarzwaldsüden[63]). Online[64] oder auf dem Rathaus Münstertal
- sowie beim Schwarzwald Tourismus[65]

Dank des für deutsche Mittelgebirge einmaligen Höhenunterschiedes von 1100 Metern zwischen dem Belchengipfel und dem Talausgang sowie der guten Erschließung durch ein Bergstraßennetz wählen viele Radsportler diese Region als Trainingsquartier und Wanderer als Wandergebiet. Familiengeführte Gasthöfe, gemütliche Ferienwohnungen, ein europaweit berühmter Campingplatz und kleine Hotels sorgen für die Erholung nach dem Training. Als Übernachtungsgast erhält man mit der KONUS-Gästekarte freie Fahrt im öffentlichen Verkehrsnetz des gesamten Schwarzwalds zwischen Karlsruhe und Basel, wodurch sich vielfältige Möglichkeiten für stressfreie Stadtbummel in Freiburg, Colmar und Basel oder Kurztrips an den Titisee und Schluchsee ergeben. Die Region ist bekannt für seine genussvolle Küche. Eine Besonderheit sind die Almgaststätten im Ortsteil Münsterhalden und Stohren.

### Verkehr

#### Bahn

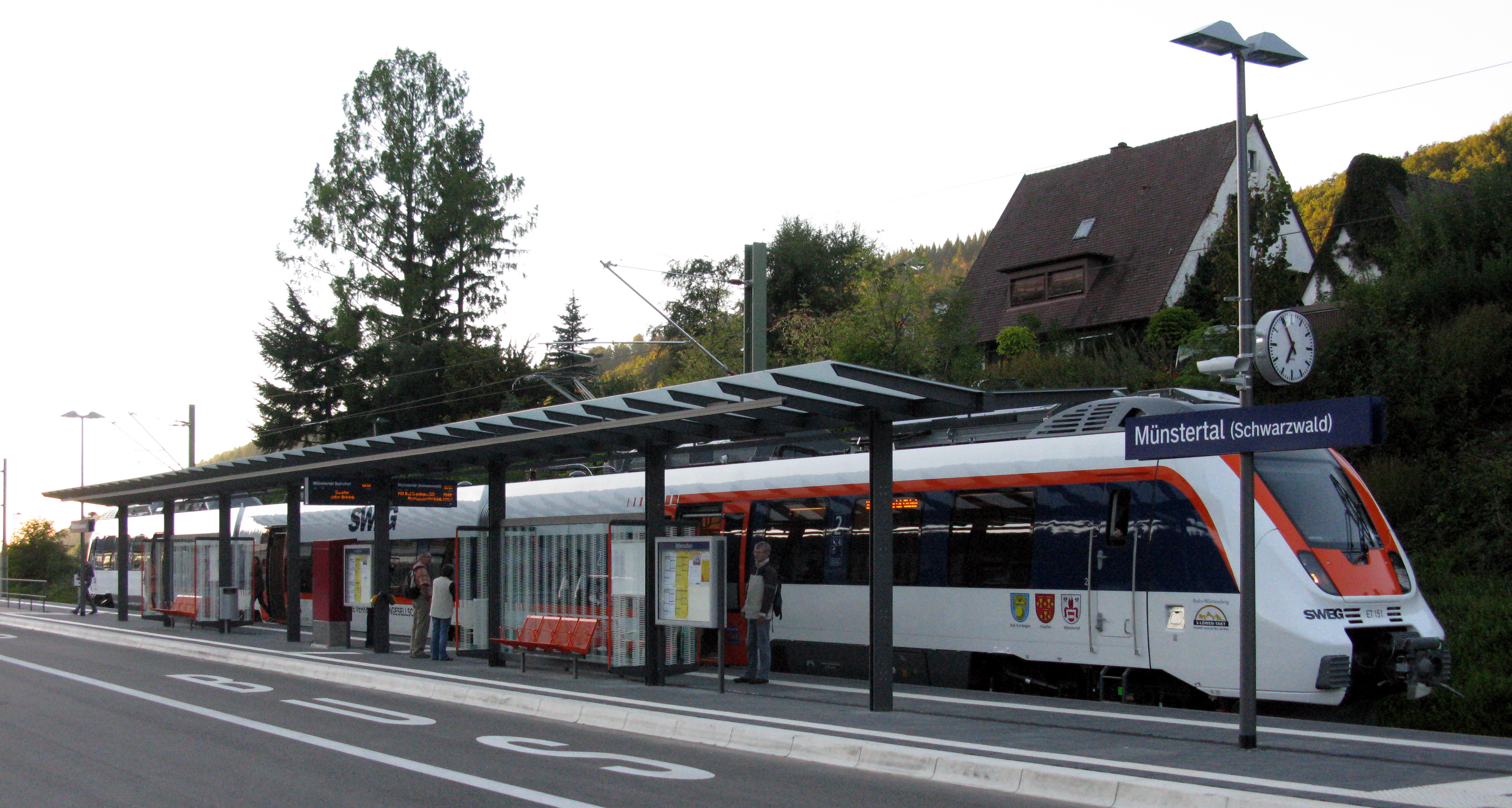
Die Münstertalbahn im Bahnhof Münstertal

Münstertal ist seit 1916 durch die Münstertalbahn nach Bad Krozingen an das überregionale Schienennetz angebunden. Die Bahn wird von der Südwestdeutschen Verkehrs-AG betrieben. Die Elektrifizierung der Strecke wurde 2013 abgeschlossen. Seitdem gibt es einen Elektrozug-Betrieb anstelle von Dieselzügen.
Fahrplan und Tickets: Regio Verkehrsverbund

#### Talweg
Abseits der Straßen verläuft entlang der Münstertalbahn der Fuß- und Radweg „Talweg“ nach Staufen mit Anschlüssen ins Markgräferland. In Ehrenkirchen besteht Anschluss an den Radschnellweg von Freiburg nach Bad Krozingen. Talaufwärts verläuft der Talweg ab dem Kloster als straßenbegleitender Weg entlang der L 123 und endet im Ortsteil Spielweg im Obermünstertal. Von dort aus gibt es verschiedene Wanderwege auf die Berge.

#### Straßen und Bergpässe

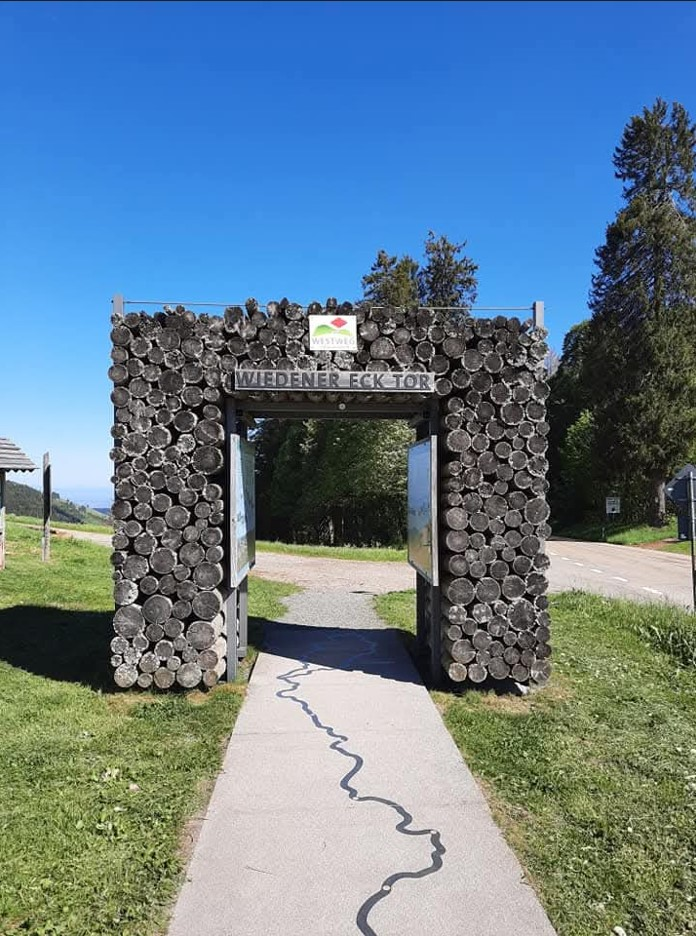
Wiedener Eck Pass

Südwärts führt die Landesstraße 130 zum Haldenhof am Heubronner Eck, Zwischenpässe des Sirnitzpasses (1080 m).
Nordwärts führt die steile Stohrenstraße auf die Schauinsland(-Straße/Pass). Der lange, z. T. über 18 Prozent steile Anstieg war sehr berüchtigt bei den Fahrradprofis auf der Regio-Tour (1200 m Passhöhe).
Ostwärts führt die L123 auf den Wiedner Eck Pass (1035 m).
Diese Straßen waren u. a. Trainingsrouten des in Merdingen lebenden Tour-de-France-Siegers Jan Ullrich.

### Waldwege, Wandern, Mountainbiken
Es gibt geführte Wanderung und Biketouren. Für selbstgeführte Ausflüge sind interaktive Online-Wanderkarten mit Tourenempfehlungen hilfreich. Beliebt sind die Apps der Anbieter: komoot, Bergflex oder outdooractive.
Der Fernwanderweg Westweg, der von Pforzheim bis Basel verläuft, führt als ältester Höhenweg des Schwarzwaldes auch durch das Münstertal.

#### Landschaftspflege

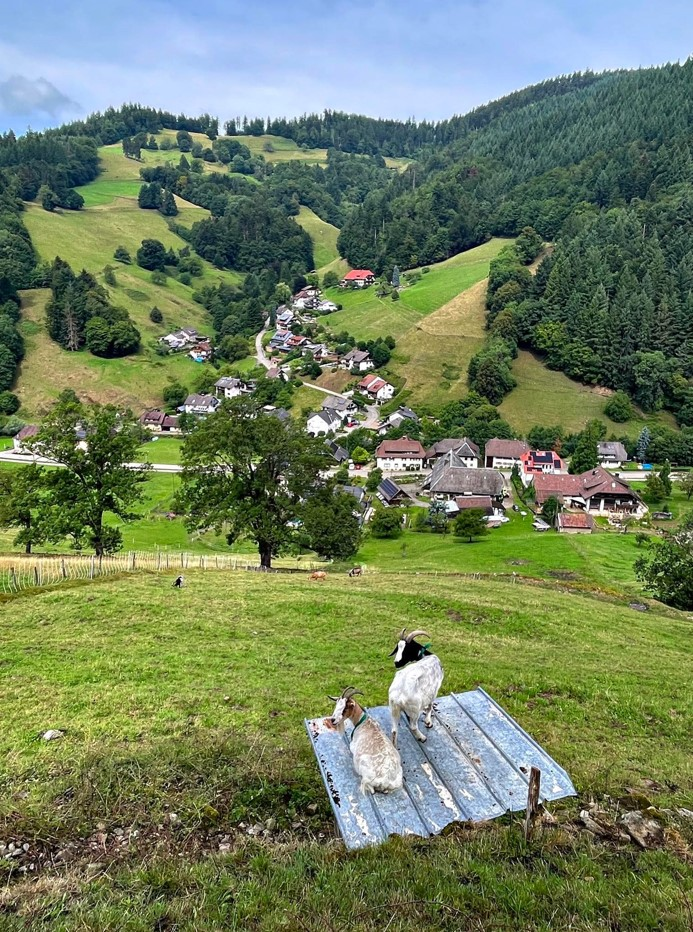
Ziegen als Landschaftspfleger

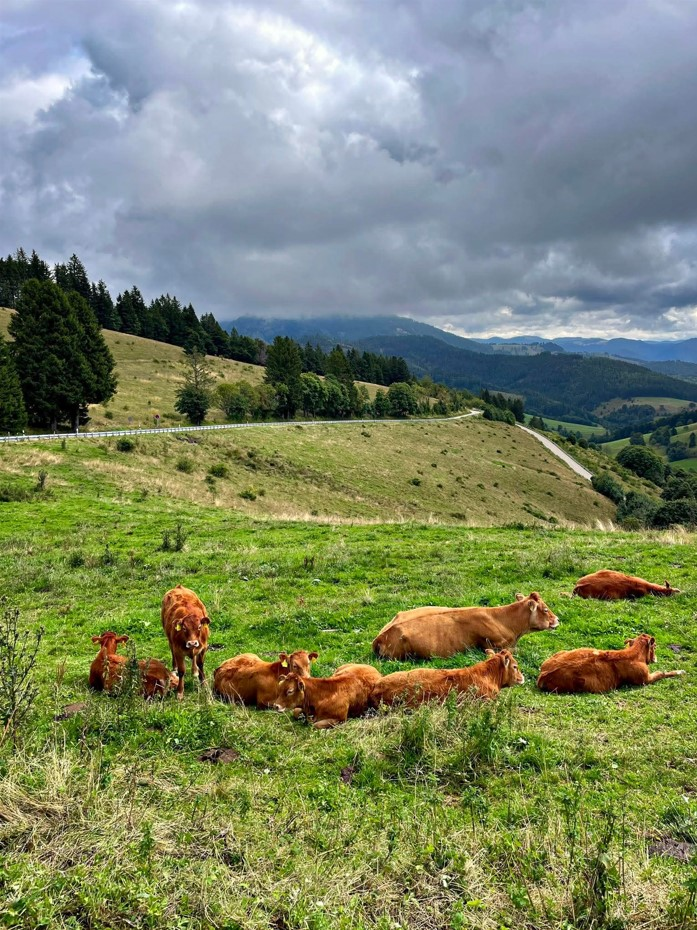
Kühe am Kreuzweg Pass

Die Landwirtschaftlichen Betriebe im Münstertal sorgen maßgebend für die Erhaltung des Landschaftsbildes. Dabei sind auch Ziegen, Schafe, Kühe und Dammwild als Landschaftpfleger im Einsatz, damit die offenen Flächen nicht zuwuchern. Die Kurtaxe fließt deshalb als Subventionierung in die Ziegenhaltung.

### Schulen und Kindergärten
- Stohrenschule – die kleinste und höchstgelegene Schule Baden-Württembergs.[84] Die Stohrenschule ist eine Grundschule im Ortsteil Stohren in Münstertal/Schwarzwald. Sie liegt auf 990 Metern Höhe und wird auch als „Zwergschule“ bezeichnet. Neu erbaut 1954, seit spätestens Mitte des 19. Jahrhunderts wurde der Schulunterricht auf dem Stohren aber schon durchgeführt. Die Schule wurde durch den TV-Film Die Kinder von der Stohrenschule[85] überregional bekannt.
- Abt-Columban-Schule, Grund- und Hauptschule mit Werkrealschule mit ca. 13 Klassen. Erbaut 1966. Seit 2023 gibt es eine Kooperation mit der Johanniter-Schule Heitersheim, der die Schule nun auch zugehörig ist.[86][87] Eine zuvor gewünschte Kooperation mit der Thaddäus-Rinderle-Schule Staufen kam nicht zustande.[88][89][90]
- Spielwegschule, Grundschule. Seit 1913 genutzt, werden momentan circa 40 Schülerinnen und Schüler in jahrgangsgemischten Klassen[91] unterrichtet.
- ehemalige Schulen: Ziegelplatzschule 1784–1966,[92][93] Rotenbuckschule bis 1996[94][95][96] Neuhofschule 1839–1968;[97] in der ehemaligen Krumlindenschule 1915–1980[98] ist heute das Jugendzentrum[99] untergebracht.
- Kindergarten Don Bosco, Kindergarten St. Trudpert,[100] Kindergarten St. Agnes,[101] Kindergrippe Bärenkinder,[102] Waldkindergarten Münstertal
- Volksbildungswerk St.Trudpert/Münstertal (VBW) - Organisation für Erwachsenbildung[103][104][105]

### Wirtschaft
Die Wirtschaft im Münstertal ist geprägt von Handwerksbetrieben, von Hotellerie und Gastronomie, der Land- und Forstwirtschaft sowie dem Einzelhandel. Die lokalen Firmen sind organisiert im Gewerbe- & Handelsverein Münstertal. Für die Ansiedlung von Großbetrieben fehlen, topographisch bedingt, die geeigneten Flächen zur Ausweisung von größeren Gewerbegebieten.

#### Forstwirtschaft
Die Forstwirtschaft spielt in der Gemeinde Münstertal mit ihren 2650 Hektar Waldfläche in Gemeindebesitz auch in wirtschaftlicher Hinsicht eine gewichtige Rolle. Geschlagen werden vor allem Fichten, Tannen, Buchen und Douglasien. Neben dem Gemeindewald gibt es auch Staatswald- und Privatflächen. Die beiden Forstreviere Belchen und Branden gehören zum Forstbezirk Staufen. Dieser ist dem Kreisforstamt des Landkreises Breisgau-Hochschwarzwald zugeordnet.

### Energiegewinnung

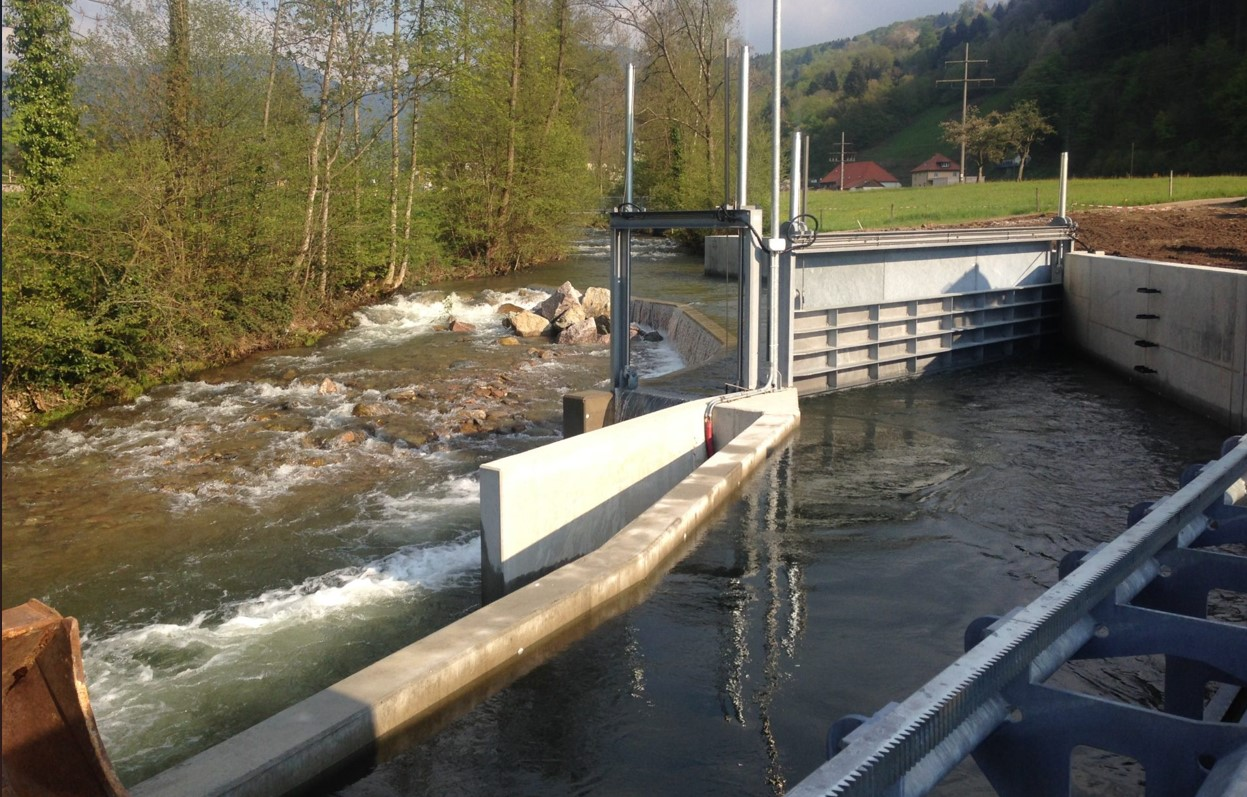
Wasserkraft-Untermünstertal-Staufen

Im Münstertal gibt es eine Nahwärmeversorgung, die von einer Hackschnitzelheizanlage gespeist wird. Zur elektrischen Energiegewinnung gibt es mehrere private sowie die teilöffentliche Wasserkraftanlage Untermünstertal – Staufen, deren Einlauf sich am Bachlauf des Neumagens, am Ortseingang des Münstertals, befindet. Dieses im Jahr 2015 errichtete Wasserkraftwerk produziert im Jahr 1,3 Millionen Kilowattstunden Strom und versorgt damit ca. 400 Haushalte. Auf dem Dach der Abt-Columban-Schule (seit 2005), des Kindergarten Obermünstertal und des Trinkwasserhochbehälters Bühl gibt es Photovoltaikanlagen als Bürger-Sonnenkraftwerke. Eine Windkraftanlage gibt es nicht. Eine geplante Großanlage auf dem Branden wurde 2019 bei einem Bürgerentscheid abgelehnt. Direkt an der Gemarkungsgrenze befinden sich seit 2024 in der Nachbargemeinde fünf Windkraftanlagen im Bau.

### Trinkwasserversorgung
Es gibt drei Wasserwerke im Münstertal

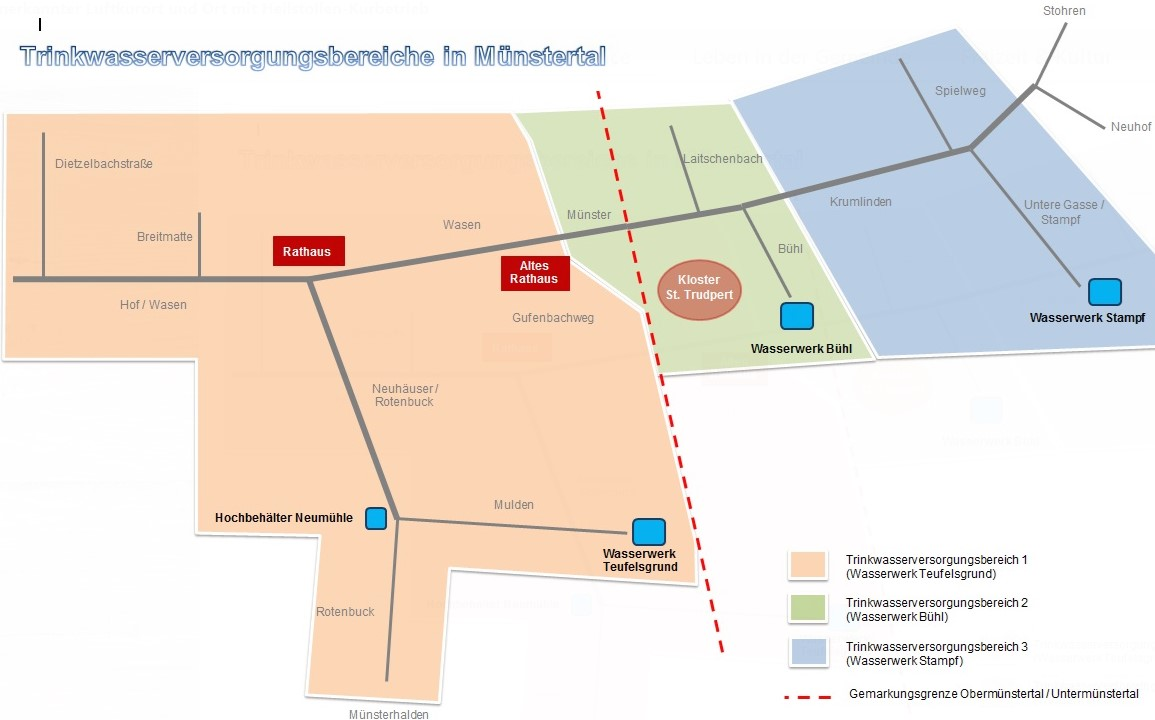
Trinkwasserversorgung Münstertal

- Teufelsgrund inkl. Hochbehälter Neumühle
- Stampf
- Bühl. Dieses Werk ist seit dem Neubau 2009 ein interkommunales Wasserwerk zusammen mit der Stadt Staufen. Die Staufener hatten hier 1899 das Recht für die Nutzung des Quellwassers im Bereich Breitnauer Kopf von der Kommunalverwaltung im Spielweg (Rotte Lehner) erworben, nachdem der Staufener Bürgermeister Albert Hugard mit der Wünschelrute die Quellen ausfindig gemacht hatte. Seitdem wurde das Quellwasser vom Stampf aus nach Staufen abgeleitet und seit 2009 vom gemeinsamen Wasserwerk im Bühl aus.[119][120] Dieses Wasserrecht führte in den 2010er Jahren zum Streit zwischen den Gemeinden, da die Staufener den Münstertälern untersagten, dort gutachterliche Untersuchungen durchführen zu lassen, um den möglichen Bau von Windrädern abklären zu lassen.[121][122][123][124]

### Skisportanlagen
Skipisten gibt es am Wiedener Eck/Heidstein, auf dem Belchen und am Stohren/Schainsland.

## Kultur, Religion und Sehenswürdigkeiten

### Museen
- Im Schwarzwaldhaus 1902 (ehemals: der Kaltwasserhof), in dem die gleichnamige ARD-Serie gedreht wurde, die 2003 den Adolf-Grimme-Preis bekam, befindet sich ein Museum, das sowohl über die Fernsehproduktion als auch über das Leben auf dem Bergbauernhof berichtet.
- Das Bienenkundemuseum ist weit über die Grenzen Badens hinaus bekannt und berichtet über das Zusammenleben des Menschen mit den Bienen von den Anfängen in der Steinzeit bis in die Gegenwart. Es ist das größte seiner Art in Europa.

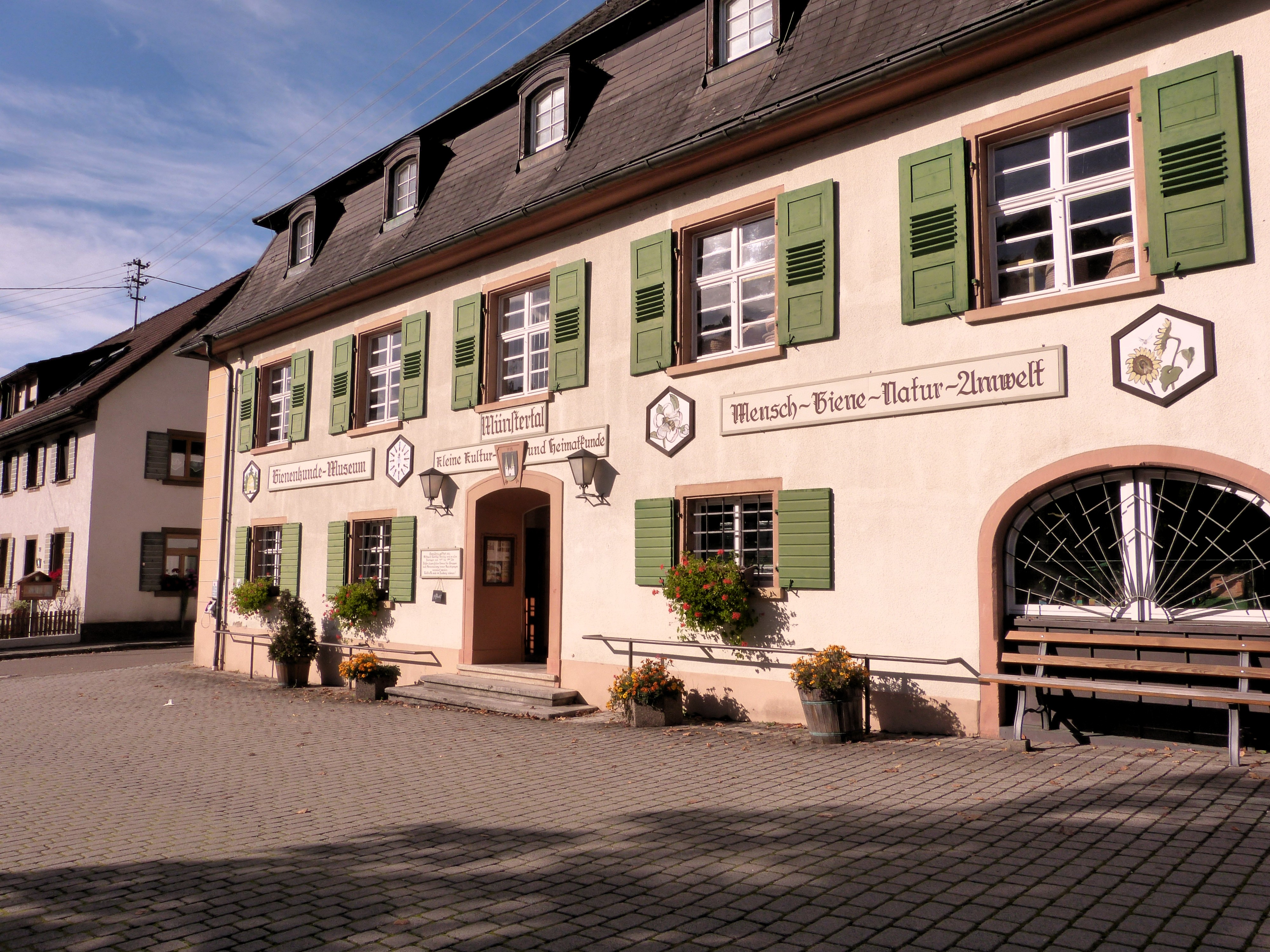
Bienenkundemuseum

- Das Besucherbergwerk Teufelsgrund berichtet von der Bergbautradition des Schwarzwalds. Im Mittelalter wurde hier Silber abgebaut, was der damaligen Stadt Münster großen Reichtum bescherte. Bis 1958 wurde Fluss- und Schwerspat abgebaut. In den vorangegangenen Jahrhunderten wurden überwiegend Bleierze gewonnen, die zum Teil vor Ort im Münstertal weiterverarbeitet wurden. Das Bergwerk verfügt heute über einen Asthma-Therapie-Stollen, in dem Atemwegserkrankungen sowie Hautleiden behandelt werden. Es gibt geführte Besichtigungen und Schatzsuche für Kinder.

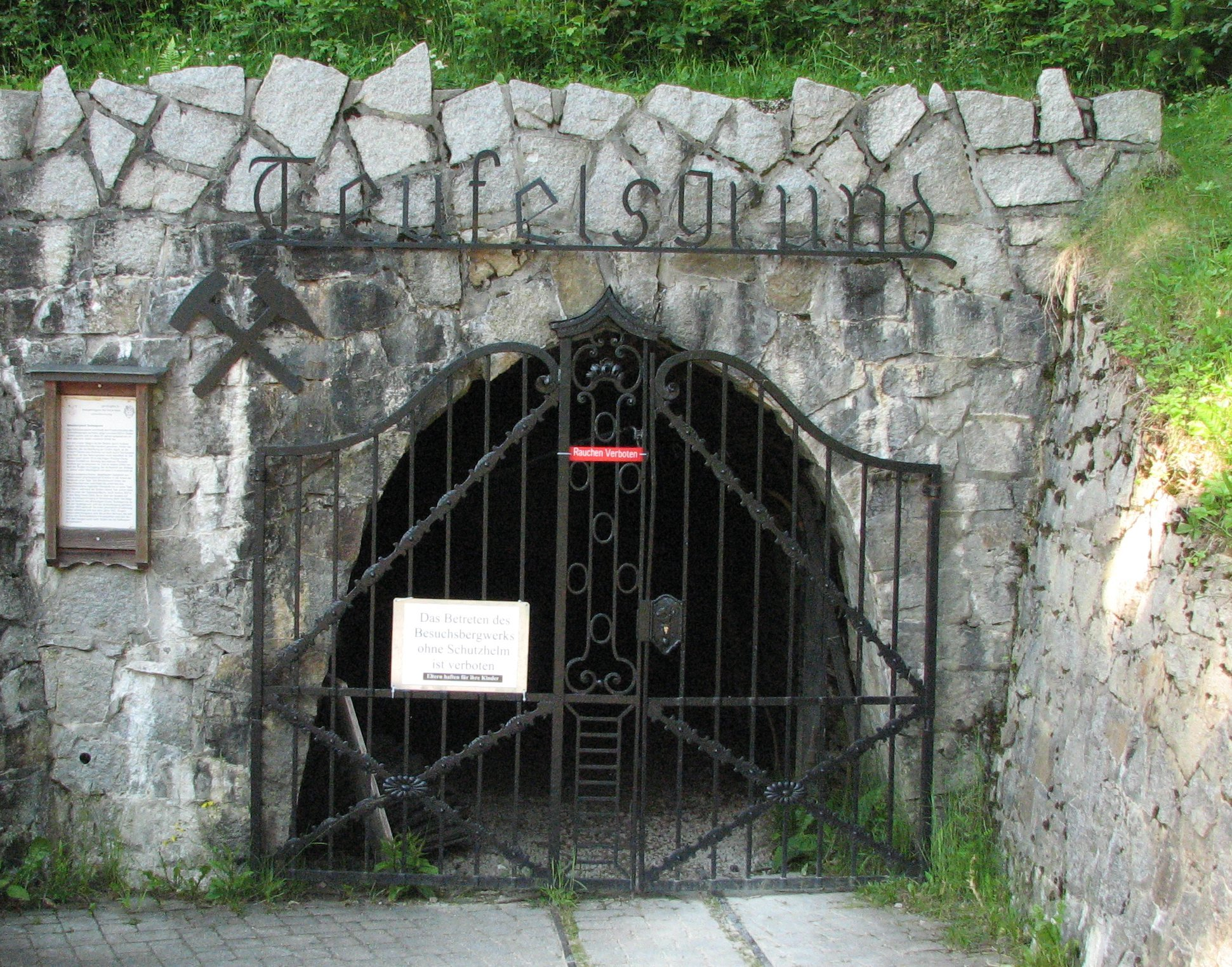
Besuchsbergwerk

- Das im Rathaus angesiedelte Museum für Bergbau-, Forst- und Siedlungsgeschichte informiert über Tradition und Geschichte des Münstertals.

### Veranstaltungen
Jährlicher Weideabtrieb, jährliches Laurentiusfest, jährliches Bergwerkfest und Helloween im Bergwerk, Konzerte, jährliches Scheibenfeuer, Fasnetsveranstaltungen, Hüttenveranstaltungen, Verkaufsoffener Sonntag,  Wanderführungen, Berglauf, Mountainbikerennen, Bergwerkführungen, Weihnachtsmarkt, Trudpertsprozession, Pfarrfest, Fronleichnamsprozession, Krippenausstellung, Frühjahrsempfang, Feuerwehrhock, Maihock, Rennradmarathon „Schwarzwald Super!“, Panoramalauf.

### Ausflugsziele in und um das Tal

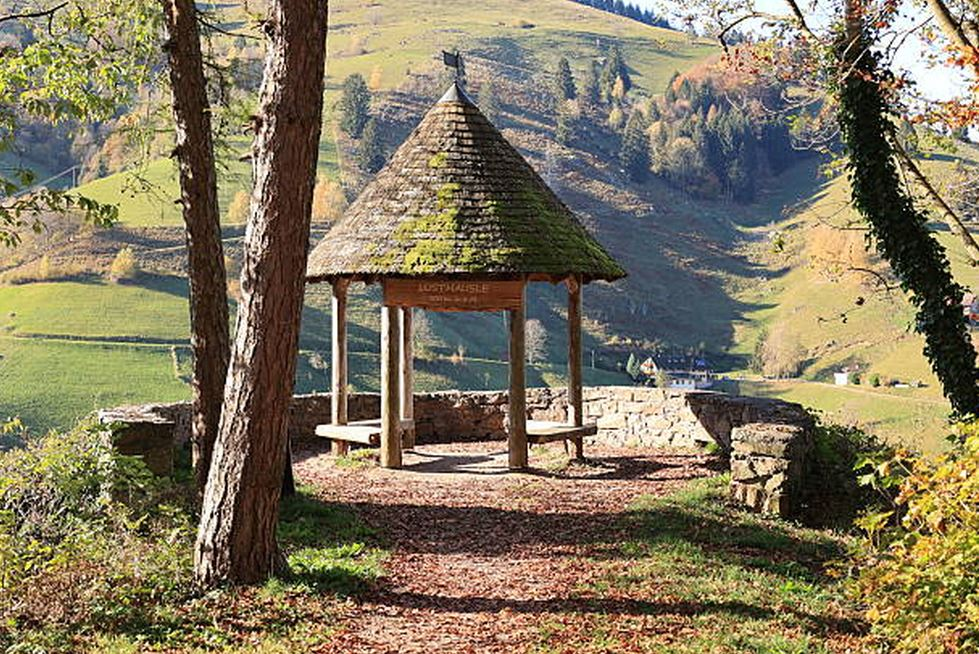
Lusthäusle / Luschthiesli
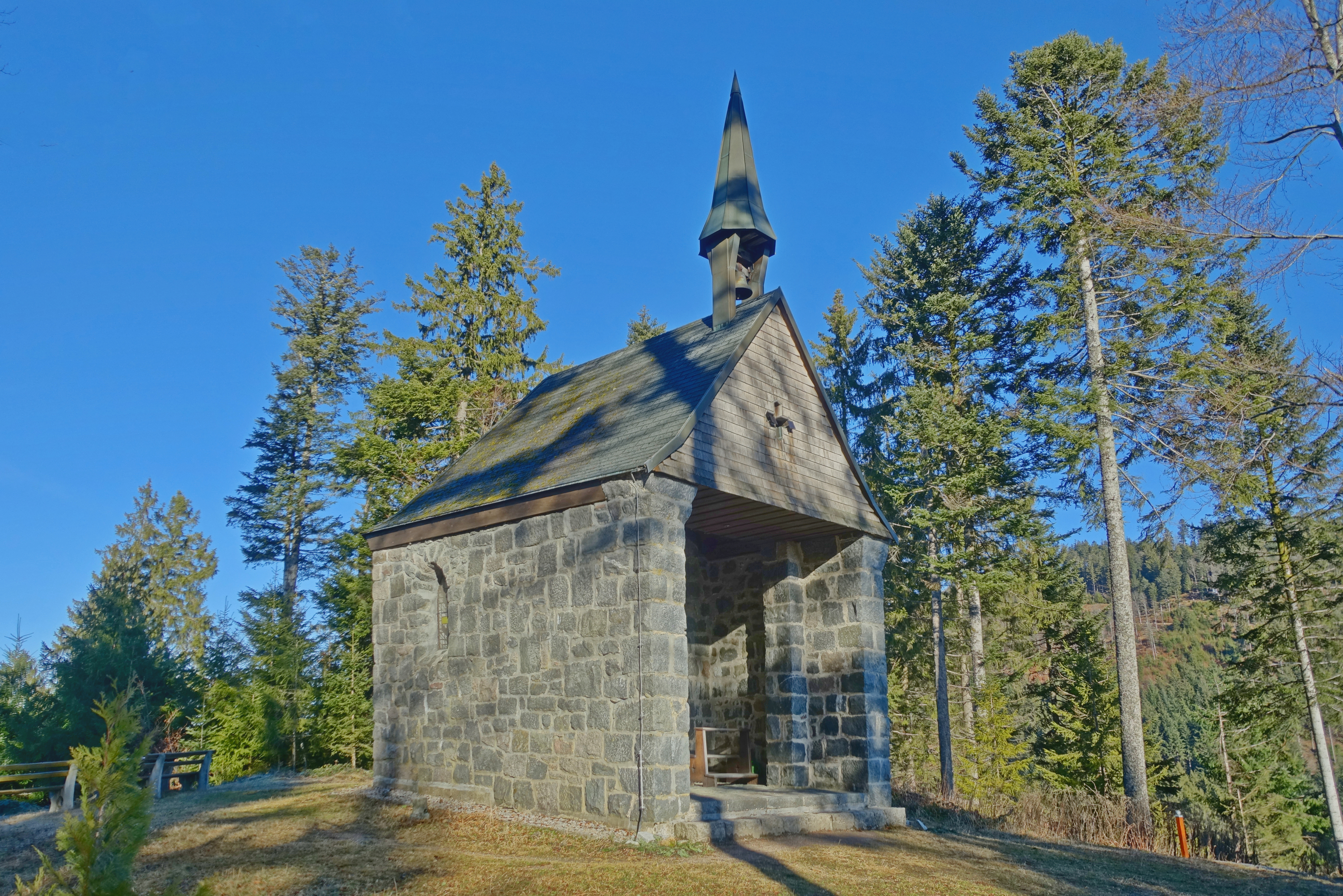
Willibald-Strohmeyer-Gedächtniskapelle
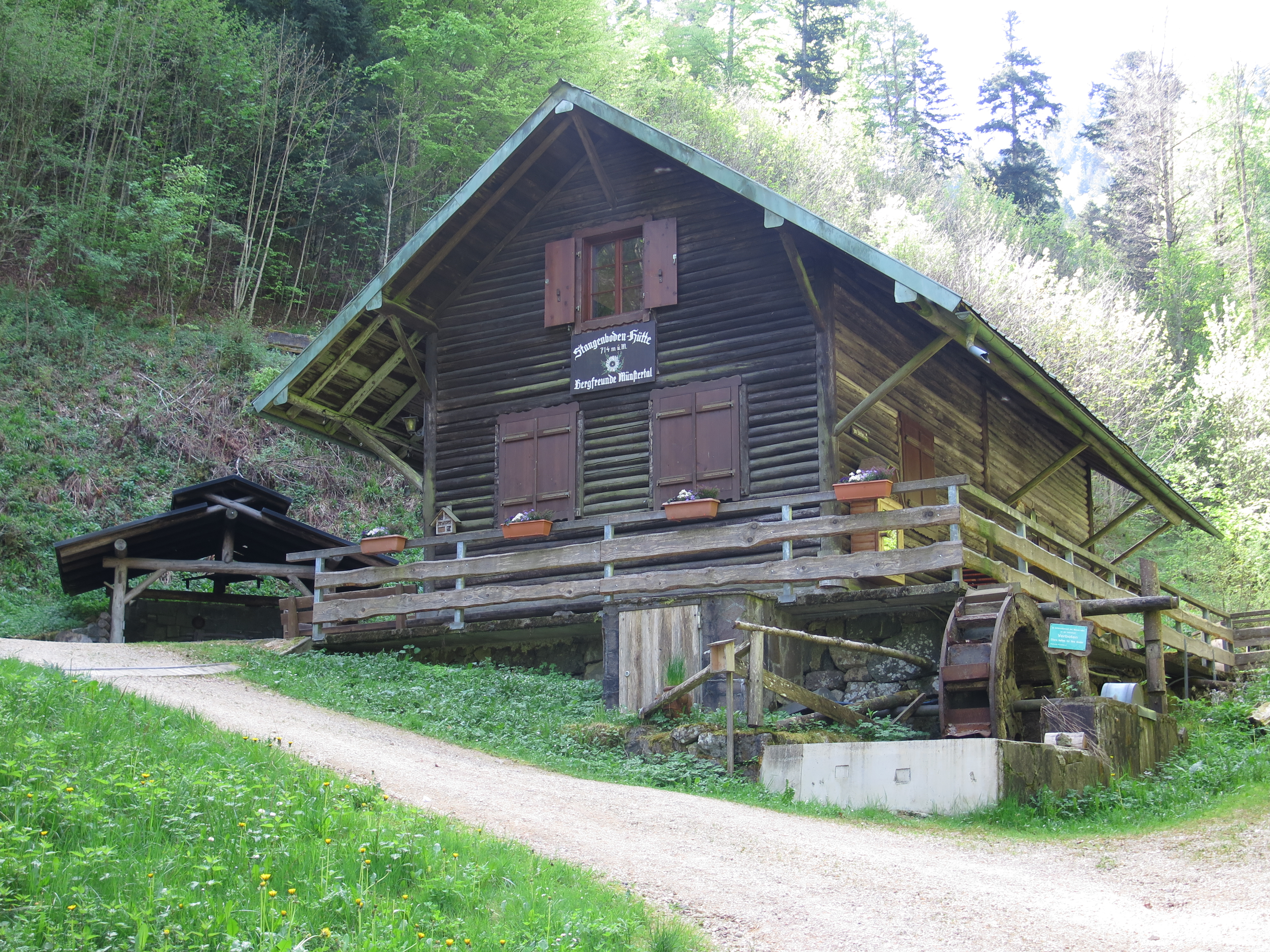
Stangenbodenhütte
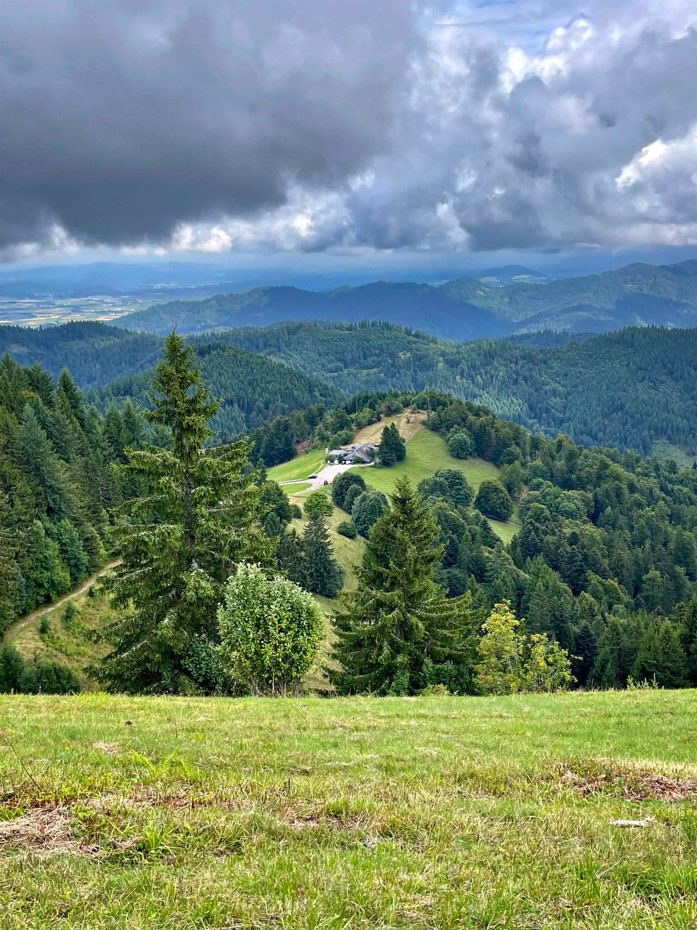
Kälbelescheuer von der Sirnitz aus

- Aussichtspunkt Köpfle
- Aussichtspunkt Eichboden
- Belchen Gipfel / Belchenseilbahn[146][147]
- Besuchsbergwerk
- Almgaststätten[148]
- Nonnenmattweiher
- Kletterwald
- Schauinsland Aussichtsturm
- Steinwasen Freizeitpark
- Blackforestline Hängebrücke und Wasserfälle
- Hasenhorn Rodelbahn
- Museen und Klosterkirche
- Wander- und Mountainbiketouren
- Wassertretanlage und Grillplätze
- Käserei und Gerberei
- Kaltwasserhof[149]
- Regenwurmpfad (Belchen)
- Familienpfad (Süssenbrunn)

### Bauwerke

#### St. Trudpert
Das Benediktinerkloster St. Trudpert wurde im 9. Jahrhundert gegründet. Das Kloster war lange Zeit Mittelpunkt des Ortes und Ausgang der Christianisierung des südlichen Schwarzwaldes. Heute ist es das Mutterhaus der Schwestern vom Heiligen Josef, die eine Ordensgemeinschaft sind und 1920 eine Provinz in Deutschland gründeten, indem sie das ehemalige Kloster St. Trudpert erwarben, nachdem es 1919 für diesen Zweck freigegeben wurde. Diese Ordensgemeinschaft hat ihre Wurzeln in einer 1845 in Saint-Marc, Gueberschwihr, gegründeten Gemeinschaft, deren Ziel es war, Anbetung des Allerheiligsten Sakraments zu praktizieren und den Armen, Kranken und Kindern zu dienen. Es gab auch eine Verbindung zu jüngeren Schwestern aus Indien, die 1974 in den Orden aufgenommen wurden und zu Niederlassungen in Indien führten.
geschichtliche Kurzübersicht:
- Um 600: iroschottischer Mönch Trudpert gründet Einsiedelei
- Um 815: Benediktiner aus St. Gallen gründen Kloster
- 815 – 962: Heiligsprechung Trudperts; Wiederaufbau des von Hunnen zerstörten Klosters
- 1192: Beginn der Wallfahrt
- 1710 – 1738: Bau des Chors der Abteikirche und eines Langhauses
- 1806: Aufhebung des Benediktiner-Klosters aufgrund der Sekularisation
- 1919: Schwestern vom heiligen Josef aus Saint Marc treffen ein
- 1920: neue Schestern-Provinz entsteht

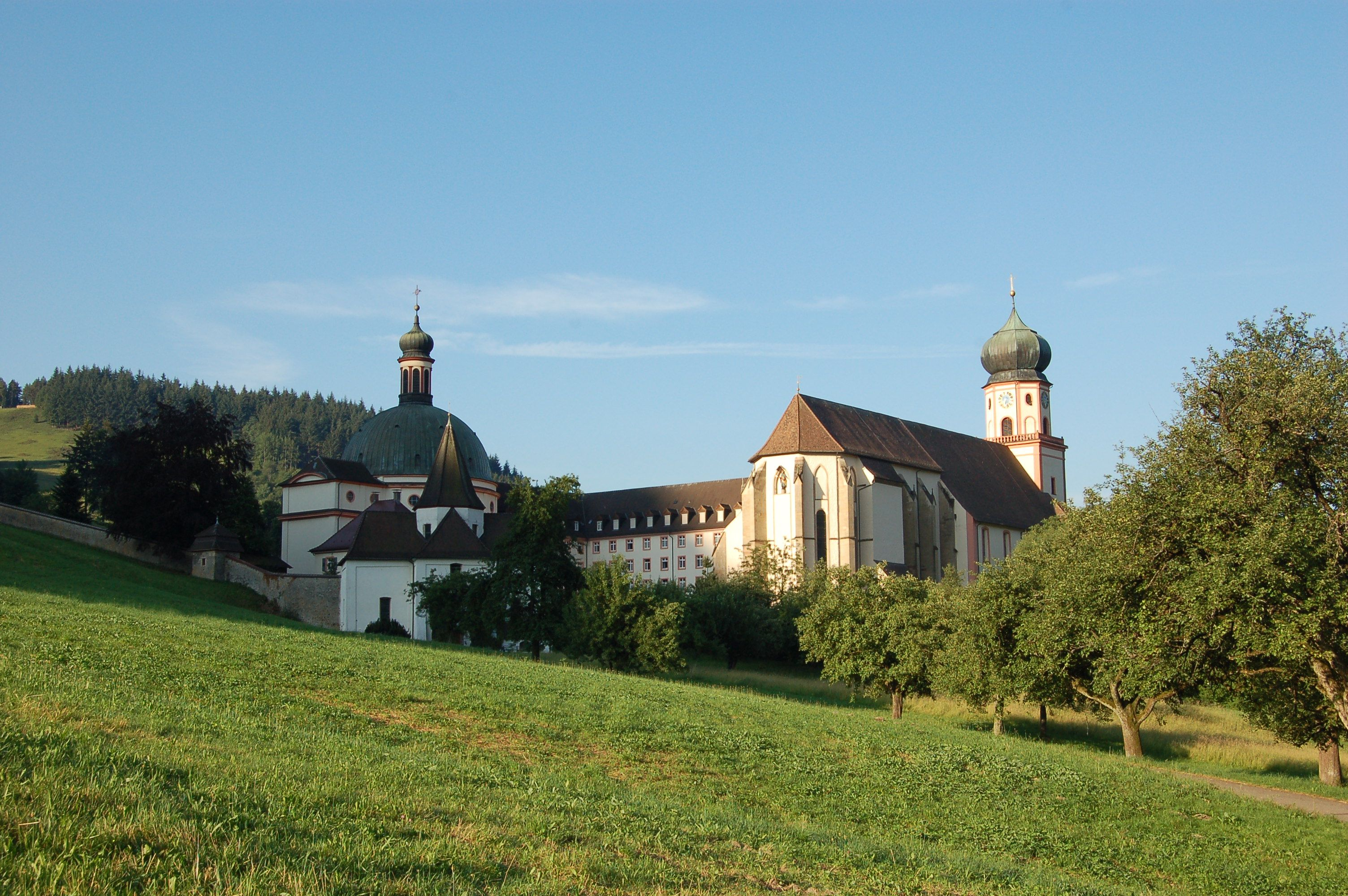
Kloster St. Trudpert

- 2006: Kloster wird Kulturdenkmal[152]

#### Weitere Sakralbauten
Evangelische Friedenskirche, Spielwegkapelle, Dekan-Strohmeyer-Kapelle, Neuhof-Kapelle, Markuskapelle, Bruder-Jesus-Kapelle, Trudpertskapelle, St. Michael, Antoniuskapelle, Gießhübel-Kapelle

#### Scharfenstein
Im Ortsteil Obermünstertal steht die Ruine der Burg Scharfenstein.

### Kunst im öffentlichen Raum

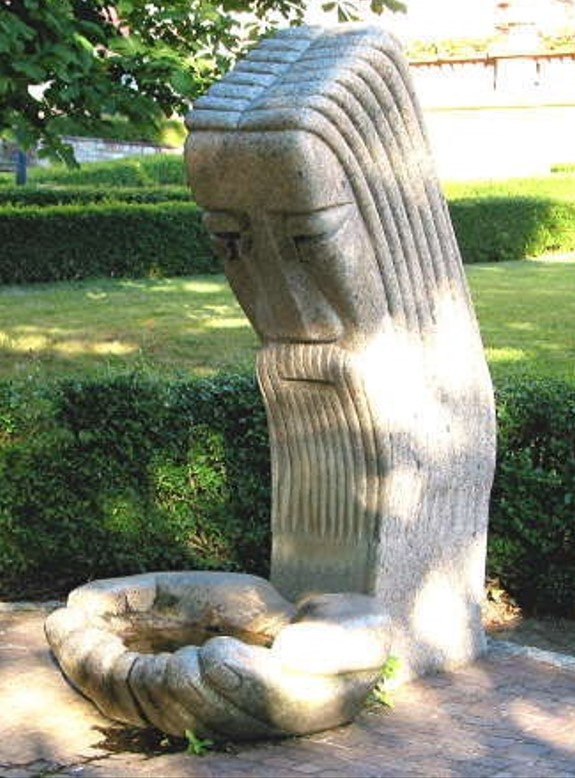
Brunnen – weinender Jesus
Europa auf Stier
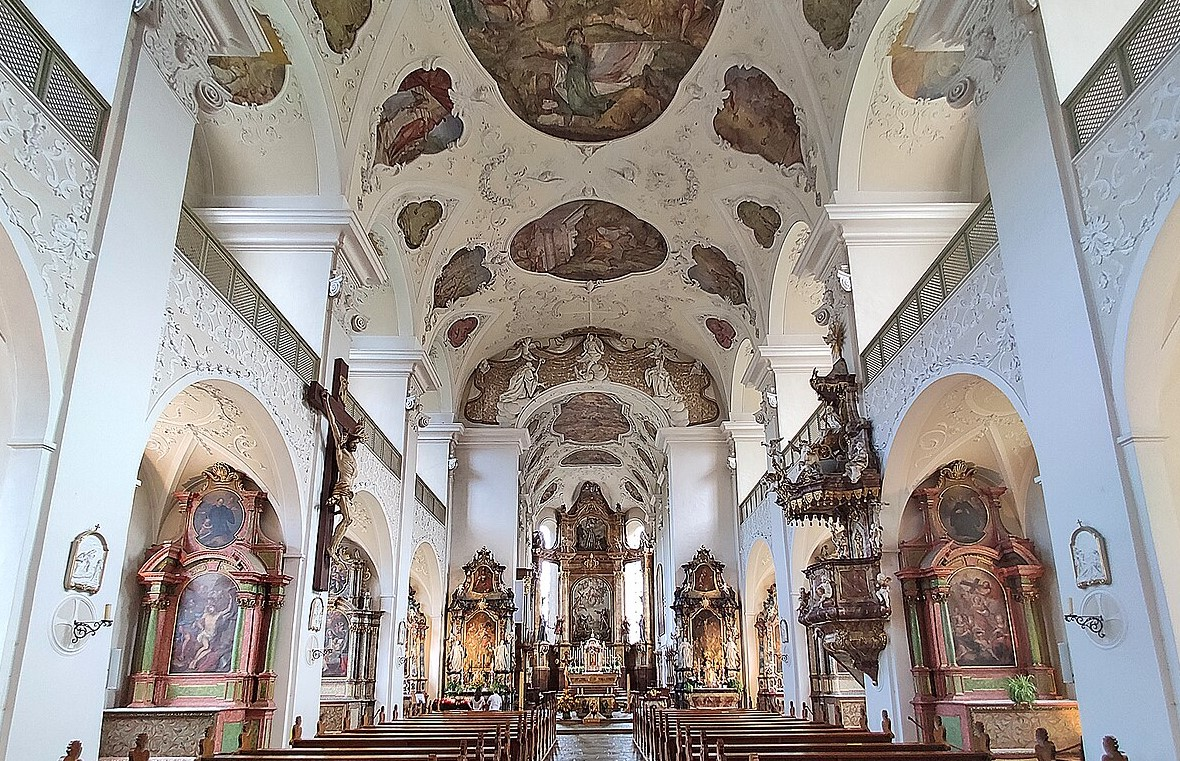
Kirche St. Trudpert
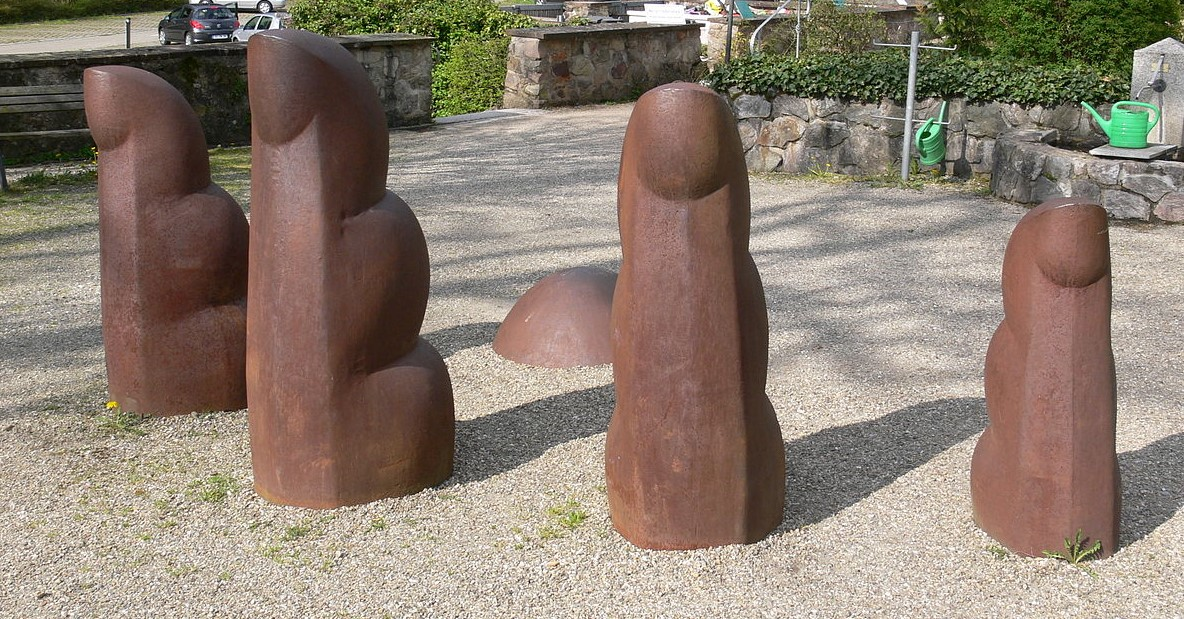
Gebet
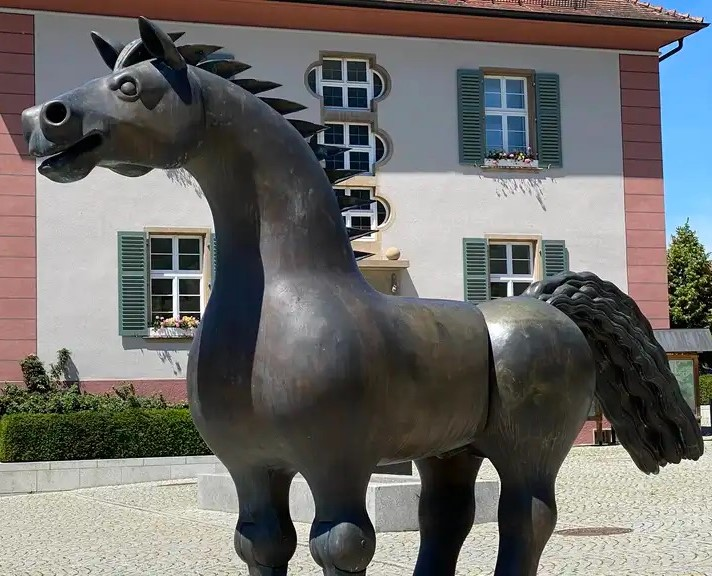
Großes Ross

### Sprache und Dialekt
Die Münstertäler Mundart gehört zu den Alemannische Dialekten. Genauer zum Hochalemannischen Sprachraum, zu dem auch Teile des französischen Elsass und die nördliche Schweiz gehören. Von Ort zu Ort gibt es Unterschiede bei Aussprache und Wortwahl.

Alemannischer Sprachraum

Hier eine Hörprobe aus einem anderen Schwarzwaldtal:
In Freiburg gibt es ein Mundarttheater, die Alemannische Bühne Freiburg.

### Konfessionsstatistik
Von den 5132 Einwohnern waren zum Jahresende 2020 3105 (60,5 %) katholisch, 597 evangelisch und 1430 gehörten einen anderen Glaubensgemeinschaft an oder waren konfessionslos. In 2018 hatte Münstertal 5142 Einwohner; 3201 (62,3 %) Katholiken, 610 Protestanten und 1295 gehörten einen anderen Glaubensgemeinschaft an oder waren konfessionslos.

### Hirschskulptur
An der L 130 zwischen den Ortsteilen Rotenbuck und Münsterhalden haben Unbekannte auf einem Felsen in der Nacht auf den 1. Mai 2016 eine lebensgroße Hirschskulptur aufgestellt.

### Vereine
Im Münstertal gibt es über 50 Vereine. Zum Vereinsverzeichnis:

### Fasnet
Das Fasnachts-Brauchtum, die Fasnet, wird im Münstertal von zwei Narrenzünften durchgeführt.
- Ori Müvo – Originelle Münstertäler Votzelzunft e. V.[175]
- Narrenzunft der Belchengeister & Chäsliwieber Münstertal e. V., Commons,[176] Mitglied im Verband Oberrheinischer Narrenzünfte

## Persönlichkeiten

### Ehrenbürger
- Erwin Pfefferle (1880 in Münstertal – 1961), Maler, Graphiker und Lithograph, Mitglied Münchner Künstlergenossenschaft[177][178] (EB 1950)
- Karl Pfefferle (1918 in Münstertal – 2009), „Bienenpapst“, deutscher Bienenzüchter, Autor und Museumsgründer, Träger Bundesverdienstkreuz (1979)[179] (EB 1996)
- Karl Walz (1946–2022),[180] Bürgermeister, Ehren-Komtur des Lazarusordens, Mitinitiator der Sozialstation, Dorfhelferinnenstation und Essen auf Rädern (EB 2016)
- Franz Gutmann (1928 in Münstertal–2024), „Prediger mit dem Hammer“, Bildhauer, Professor h.c.[181] (EB 2019)
- Konrad Ruh (* 1940), Rektor, Autor und Chronist Münstertäler Geschichte, Gemeinderat, Pfarrgemeinderat, Ski-Club-Ehrenvorsitzender, Vorstand Sportvgg, Vorsitzender der Seniorengemeinschaft St. Trudpert[182][183] (EB 2025)

### Persönlichkeiten
in Münstertal geboren:
- Otmar Gutmann (1937–1993), Filmemacher[184][185][186][187]

TV-Serie Pingu von Otmar Gutmann

- Karl-Josef Fuchs (* 1960), Koch, Gründungsmitglied der Jeunes Restaurateurs d’Europe in Deutschland

mit dem Münstertal verbunden:
- Heiliger Trudpert, irisch-schottischer oder in Irland ausgebildeter Mönch aus dem Fränkischen Reich. Glaubensbote/Missionar/Einsiedler/Märtyrer, ca. 607 gestorben in Münstertal[188][189][190]
- Columban Christian, letzter Abt von Sankt Trudpert, Bildhauer und Benediktinermönch, * 1731 in Riedlingen † 1810 in Münstertal[191][192]
- Willibald Strohmeyer (1877–1945), katholischer Geistlicher und Chronist, Pfarrer von St. Trudpert im Münstertal, auf sein Betreiben kamen die Josefsschwestern ins Kloster. Er wurde am Ende des Zweiten Weltkriegs in Münstertal von einem SS-Kommando ermordet[193][194][195]
- Peter Weygoldt (1933–2021), Biologe, Arachnologe und Herpetologe
- Maren Wiesler (* 1993), Weltcup-Skirennläuferin[196]
- Klara Bühl (* 2000), Fußball-Nationalspielerin, olympische Medaillengewinnerin, Deutscher Meister und DFB-Pokalsiegerin[197][198][199][200][201]

- Eva Rösken (* 1984), Sportschützin, Olympiateilnehmerin,[202] Welt- und Europameisterin[203]
- Kai Armin Pfefferle, Moto Cross Europameister
- Julian Schelb (* 1992), Mountainbiker, Deutscher Meister, Olympiateilnehmer[204][205][206]
- Dieter Richter, Deutscher Meister Kaninchenzucht[207]
- Linda Becker (* 1990), mehrfache Skilanglauf-Weltmeisterin Ü30[208]
- Viktoria Fuchs (* 1990), Gastronomin, Köchin, TV-Entertainerin[209]
- Eberhard Feik (1943–1994), Schauspieler[210]
- Michael Voss, Musikproduzent, Sänger[211][212]
- Erich Ahrend †, Stiftungsgeber zur Förderung der Münstertäler Kinder, Jugend und Bildungseinrichtungen[213]
- Marco Böhler (* 1985), mehrfach ausgezeichneter Spitzenkoch[214]
- Weinhoheiten aus dem Münstertal Alexandra Neymeyer 1998, Marina Bläsi 2015 und Franziska Aatz 2016/2017
- Oskar Burgert (* 1947), Bergwerksführer/Obersteiger, Dirigent, Musiker, Museumsleiter, Bandleader, Gemeindeelektriker, Bestattungsunternehmer[215][216][217]

### Träger Münstertäler Ehrenmedaille
Verdienstmedaille der Gemeinde, verliehen an:
- Siegfried Pfefferle (Salzbure, 1926–2022), Fotodokumentarist, Chronist und Dozent des Münstertäler Zeitgeschehens und Geschichte. (geehrt 2020)[218]
- Josef Pfefferle (Laile Sepp, 1929–2025), verdienter Akteur im kulturellen Gemeindeleben, bei der Volksliedinitiative und der Heimatmusik. Über 80 Jahre aktiv als Musiker. (geehrt 2022)[219]
- Manfred Lange (* 1940), Konrektor, Autor, Zeitungsberichterstatter über das Münstertal, Leiter Bildungswerk, Leitung Schwarzwaldkapelle, Träger Staufer-Medaille, Ehrennadel des Landes Baden-Württemberg, Münstermedaille der Erzdiözese Freiburg[220][221][222] (geehrt 2023)
- Max Schneider (Drehbachhof, * 1938),  herausragendes ehrenamtliches Engagement insbesondere im Ortsteil Stohren, Gemeinderat, Pfarrgemeinderat, Ehrenmedaille des Gemeindetages (geehrt 2025)[223][224]

### Ehrenverdiente Bürger

Anneliese Gutmann

- Anneliese Gutmann (* 1951), seit 1980 Entwicklungshelferin und Schulgründerin in Haiti, Trägerin Bundesverdienstmedaille (2016)[225][226][227]
- Eduard Mutterer (1896–1982), Bürstenholzfabrikant, Träger Bundesverdienstkreuz (1980)[228][229] Vorsitzender Krankenverein und Pfarrgemeinde. Ging in den Kriegswirren auf die Suche nach dem verschleppten Pfarrer Strohmeyer
- Frida Stemmle-Fuchs (geb. Burgert, 1909-†), Spielweg-Gastronomin, Trägerin Bundesverdienstkreuz (1979) geehrt als äußerst mutige, tatkräftige und entschlossene Wirtin. U. a. lehnte sie sich gegen die französischen Besatzer auf, als diese drohten den o. g. Eduard Mutterer zu erschießen.[230][231]
- Klaus Mangold (* 1943), Manager, Träger Bundesverdienstkreuz erster Klasse in Deutschland, Österreich, Ungarn und Frankreich[232]
- Manfred Vohrer (* 1941), Politiker (FDP) und Unternehmer, Träger Bundesverdienstkreuz am Bande (1982)[233]
- Heinz Wiesler (1938–2013), Gemeinderat und Feuerwehrkommandant, Vorsitzender Kolpingwerk, Ehrenmedaille des Gemeindetages, Träger Bundesverdienstkreuz (2008)[234][235][236]
- Agathe Steck †, 1944–1968 Alleinlehrerin der Stohrenschule. Bundesverdienstkreuz (1970) für „vorbildliche Lehrtätigkeit über 24 Jahre – vormittags die Viert- bis Achtklässler, nachmittags die Erst- bis Drittklässler“„“.[237]
- Sieglinde Lange (* 1942), Vorsitzende EuropaUnion, Trägerin Bundesverdienstkreuz am Bande (1996), Staufer-Medaille, Verdienstmedaille des Départements du Haut-Rhin, Europa-Medaille und „Europäerin des Jahres“ 2009[238][239][240]
- Roswitha Ruh (* 1944), Trägerin Bundesverdienstkreuz (2024) für mehr als 30-jähriges, ehrenamtliches Engagement im Helferkreis Münstertal für Hilfs- und Pflegebedürftige[241]